# Operation Crossroads

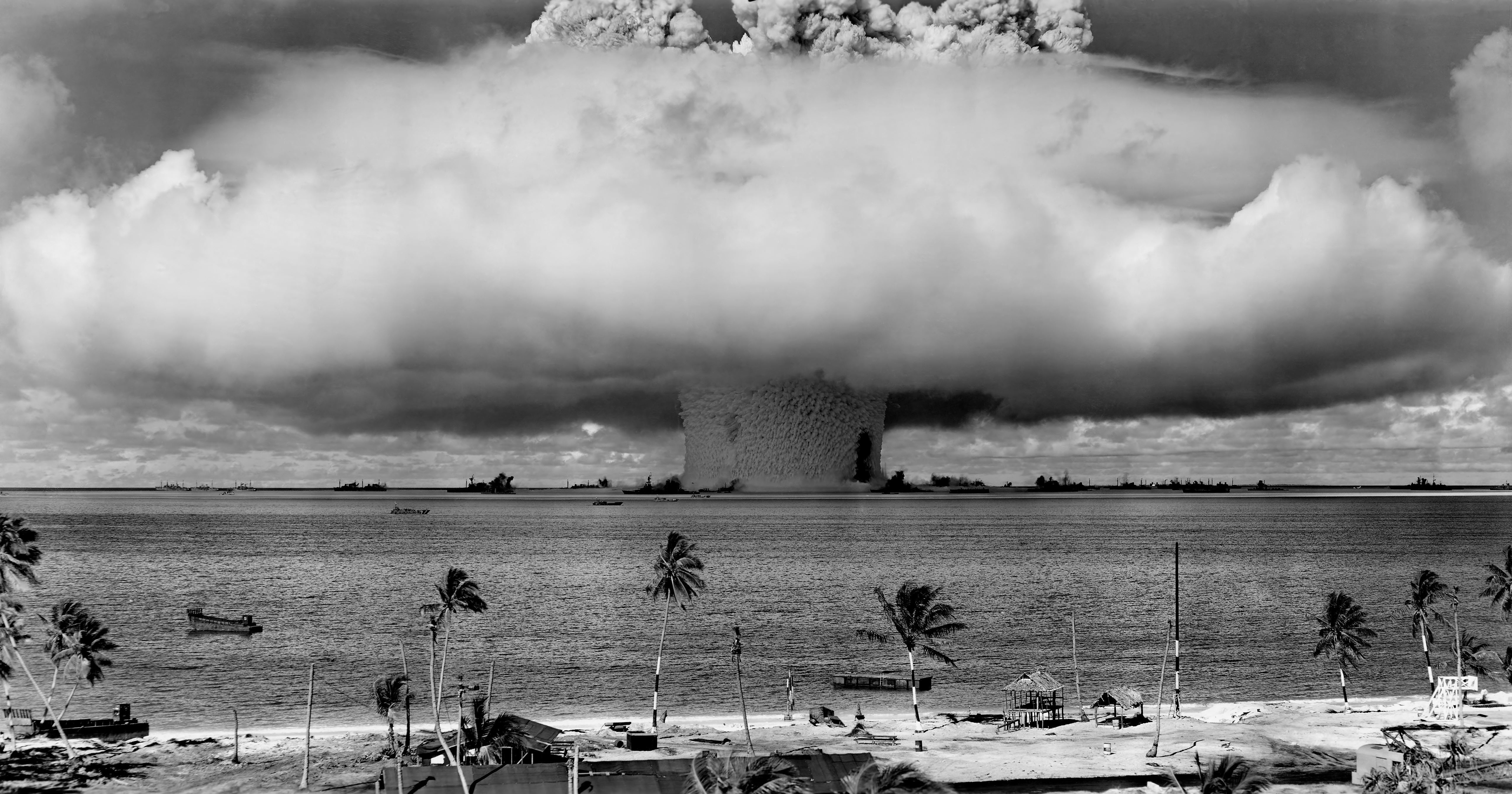
Bekanntes Foto des Baker-Tests. Die durch die Druckwelle hervorgerufene Wilson-Wolke hat sich teilweise aufgelöst und gibt den Blick auf die Wassersäule und den blumenkohlförmigen Explosionspilz sowie die Flotte von Zielschiffen frei. Die Palmen am Strand waren schwarz und weiß angestrichen worden, um die Höhe der erwarteten Flutwelle messen zu können.

Die Operation Crossroads war die zweite Kernwaffentestoperation der Streitkräfte der Vereinigten Staaten. Sie umfasste die beiden Nukleartests Able und Baker auf dem während des Pazifikkriegs von den Vereinigten Staaten eroberten Bikini-Atoll, jeder mit einem TNT-Äquivalent von 23 kT: Test Able war eine am 1. Juli 1946 von einer Boeing B-29 abgeworfene und in 158 Metern Höhe über der Lagune gezündete Mk.3-Plutonium-Implosionsbombe, baugleich mit der Fat Man, die über Nagasaki abgeworfen wurde. Test Baker am 25. Juli 1946 war eine Unterwasserzündung einer baugleichen Bombe in 27 Metern Wassertiefe. Ein dritter geplanter Test, Charlie, sollte am 1. März 1947 in noch größerer Tiefe stattfinden, wurde jedoch abgesagt.
An der Operation Crossroads waren insgesamt über 42.000 Soldaten, hauptsächlich Angehörige der United States Navy, und zivile Wissenschaftler beteiligt; darüber hinaus 149 Begleitschiffe und insgesamt 100 Zielschiffe sowie 156 Flugzeuge. Die beiden Kernwaffentests waren die ersten Tests, die vor den Augen der Weltöffentlichkeit stattfanden. Über einhundert Reporter waren anwesend, ebenso militärische und wissenschaftliche Beobachter aus aller Welt, unter anderem aus der Sowjetunion.
Ziel der Tests war die Erforschung der Auswirkungen von Kernwaffenexplosionen auf Schiffe und deren Einsatzfähigkeit, aber auch auf anderes militärisches Gerät wie Fahr- und Flugzeuge sowie militärische Ausrüstungsgegenstände, die auf den Schiffen den Tests ausgesetzt wurden. Auch eine größere Zahl von Versuchstieren wurde den Auswirkungen der Explosionen ausgesetzt, um die direkten, aber auch langfristigen Auswirkungen der Strahlungsexposition zu untersuchen. 15 Zielschiffe wurden durch die Explosionen versenkt (fünf beim Test Able, zehn bei Baker), die übrigen zum Teil sehr schwer beschädigt. Über 90 % der Zielschiffe wurden schwer radioaktiv kontaminiert, besonders durch den Baker-Test gelangen den begleitenden Wissenschaftlern umfangreiche Erkenntnisse über unmittelbar auftretenden, lokal stark konzentrierten radioaktiven Niederschlag. Die indigene Bevölkerung des Bikini-Atolls, 167 Mikronesier, wurden vor den Tests auf das bis dahin unbewohnte Atoll Rongerik umgesiedelt, wo sie vollständig auf externe Versorgung angewiesen waren. Durch die starke radioaktive Kontamination des Atolls und der Lagune, des Trinkwassers sowie der lokalen Flora und Fauna ist eine Rückkehr der Ureinwohner zum Bikini-Atoll bis heute unmöglich.
Der Chemiker Glenn T. Seaborg, langjähriger Vorsitzender der Atomic Energy Commission, nannte den Baker-Test „die erste nukleare Katastrophe“.

## Vorgeschichte

### Planungen
Noch während des Zweiten Weltkrieges gab es 1944 bei den Wissenschaftlern in Los Alamos Überlegungen, die japanische Flotte in ihren Hauptstützpunkten durch gezielte Nuklearwaffeneinsätze zu zerstören; nach der fast vollständigen Vernichtung der japanischen Flotte in der See- und Luftschlacht im Golf von Leyte wurden diese Überlegungen jedoch zunächst zurückgestellt. Nur wenige Wochen nach dem erfolgreichen Trinity-Test und kurz nach den Atombombenabwürfen auf Hiroshima und Nagasaki brachte Senator Brien McMahon aus Connecticut in einer Rede am 25. August 1945 den Vorschlag ein, die verbleibenden japanischen Schiffe einer Nuklearwaffenexplosion auszusetzen, um damit die Wirksamkeit dieser Waffe auf Schiffe und Flotten zu untersuchen. Er griff damit einen Vorschlag auf, den Lewis Strauss in einem Brief an den Marinestaatssekretär James V. Forrestal gemacht hatte.
Lieutenant General Barney M. Giles, Mitglied des Stabes von General McArthur in Tokio, empfahl am 14. September 1945 die Zerstörung der japanischen Flotte durch einen Nukleartest, er berief sich dabei auf die Rede von Senator McMahon. Unterstützt wurde er hierbei von Major General Curtis E. LeMay.
Am 19. September fragte General Henry H. Arnold von den United States Army Air Forces bei der US Navy an, ob der Air Force zehn der 38 erbeuteten japanischen Schiffe für Waffentests zur Verfügung gestellt werden könnten. Diese Anfrage wurde von der Marine positiv beantwortet, da auch die US-Marine im Rahmen des Underwater Explosion Program des Bureau of Ships und des Bureau of Ordnance eine Untersuchung der Auswirkungen von Kernwaffenexplosionen auf Schiffe plante. Die US-Marine stellte ihre Pläne am 16. Oktober vor, Flottenadmiral Ernest J. King erläuterte in einer Pressekonferenz die Pläne eines Kernwaffentests, der 80 bis 100 Zielschiffe umfassen sollte und gemeinsam von Luftwaffe und Marine unter dem Kommando der Vereinigten Stabschefs durchgeführt werden sollte. Unter diesen Zielschiffen sollten sich auch moderne Schiffe der US-Marine befinden, die mit dem Ende des Zweiten Weltkriegs und der damit einhergehenden Verkleinerung der Flotte zur Disposition standen. Ende August 1945 hatte der Marineminister vorgeschlagen, die US-Marine von ihrer Kriegsstärke von 1200 Schiffen auf 400 Schiffe und 8000 Flugzeuge zu verkleinern.

### Streit um Zuständigkeiten

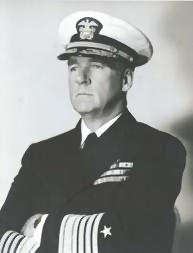
William H. P. Blandy, Kommandant der Joint Task Force 1

Am 31. Oktober 1945 beauftragte General Arnold die Joint Staff Planners, ein Planungskomitee der Vereinigten Stabschefs, mit der Ausarbeitung genauerer Pläne für den Kernwaffentest. Am 13. November berief dieser Planungsstab ein Subkomitee, bestehend aus General Curtis LeMay, General W. A. Borden, Colonel C. H. Bonesteel, Captain G. W. Anderson, Jr., Captain V. L. Pottle und Commodore W. S. Patterson. Dieses Subkomitee, das sich in den nächsten sechs Wochen mit wichtigen Fragen zu dem bevorstehenden Test befasste, wurde als „LeMay Subcommittee“ bezeichnet. Seine wichtigsten Aufgaben waren die Beantwortung der Frage, ob die Schiffe beim Test eine volle Ladung Munition und Treibstoff tragen sollten, und die Klärung des Oberkommandos über die aufzustellende gemeinsame Einsatzgruppe. Nach andauernden Streitigkeiten darüber, ob nun die US Army, die bereits am Manhattan-Projekt mitgearbeitet hatte, oder die US Navy, die bei dem Test einen Großteil des Materials und Personals zur Verfügung stellen würde, das Oberkommando erhalten sollten, ernannten die Vereinigten Stabschefs Vizeadmiral William H. P. Blandy am 11. Januar 1946 zum Kommandanten der Joint Task Force One. Der Kandidat der US Army, General Leslie R. Groves, konnte sich nicht durchsetzen. Zuvor hatten die Joint Chiefs of Staff am 28. Dezember 1945 den vom „LeMay Subcommittee“ ausgearbeiteten Plan für den Testablauf akzeptiert, der am 10. Januar 1946 auch von Präsident Harry S. Truman abgezeichnet wurde.
Unter dem Druck der Army war Admiral Blandy bereit, mehr Schiffe als ursprünglich geplant im Zentrum des Zielgebiets zu positionieren; General LeMays Forderung nach der vollen Munitionierung und Betankung der Zielschiffe lehnte er jedoch ab, da durch Folgeexplosionen und Brände mehr Schiffe versenkt werden könnten und so eine Evaluierung der Schäden, die durch die Explosion der Kernwaffe entstanden waren, erschwert würde. Blandys Vorschlag, die Ergebnisse des Tests von einer Kommission der US-Marine auswerten zu lassen, traf auf starken Widerstand von Seiten Senator McMahons und der Army; aus diesem Grund setzte Präsident Truman zur Auswertung der Testergebnisse eine Kommission aus zivilen Wissenschaftlern ein, auch um die Öffentlichkeit zu überzeugen, dass die Auswertung objektiv erfolgte.
Leslie Groves stand dem Nukleartest und dessen öffentlicher Durchführung sehr kritisch bis ablehnend gegenüber. Er befürchtete eine Lockerung und Verletzung der bisher sehr strikt gehandhabten Geheimhaltung und arbeitete nur sehr widerstrebend mit der Joint Task Force One zusammen.

### Widerstände gegen den Nukleartest
Widerstände gegen den geplanten Test regten sich vor allem von Seiten des diplomatischen Korps und verschiedenen Wissenschaftlern. Einige Wissenschaftler des Manhattan-Projekts, die sich vor dem Abwurf der Atombomben auf Hiroshima und Nagasaki für einen öffentlichen Test als Demonstration anstelle des Einsatzes starkgemacht hatten, argumentierten nun, dass weitere Tests unnötig seien und eine Gefahr für die Umwelt darstellten. Eine Studie des Los Alamos National Laboratory warnte davor, dass das Wasser nahe einer Oberflächenexplosion „ein Hexenkessel von Radioaktivität“ sein würde. Als Admiral Blandy auf den Einwand einiger Wissenschaftler, dass die Auswirkungen der Nuklearexplosion auf die Seeleute nicht erforscht werden könnten, den Einsatz von Versuchstieren an Bord der Zielschiffe anordnete, erntete er heftige Kritik von Tierrechtlern und Tierschützern. Aus den gesamten Vereinigten Staaten trafen Beschwerdebriefe von Tierschutzorganisationen und Privatpersonen ein, auch im Ausland wurde zum Beispiel die US-Botschaft in London mit Protestschreiben überhäuft.
US-Außenminister James F. Byrnes, der noch ein Jahr zuvor gegenüber dem Physiker Leó Szilárd einen Nukleartest befürwortet hatte, um die Sowjetunion in Europa beeindrucken zu können, lehnte nun den Test ab, da er befürchtete, dass ein erneuter amerikanischer Nukleartest die Sowjetunion in ihrer ablehnenden Position gegenüber dem Acheson-Lilienthal-Plan bestärken könnte. Bei einer Kabinettssitzung am 22. März 1946 äußerte sich Byrnes dahingehend, dass es seiner Meinung nach am besten für die internationalen Beziehungen wäre, wenn der Test verschoben würde oder gar nicht stattfände. Byrnes konnte sich bei Truman durchsetzen, der den Test um sechs Wochen, vom 15. Mai auf den 1. Juli, verschob. Gegenüber der Öffentlichkeit wurde die Verschiebung damit begründet, dass in der sitzungsfreien Zeit mehr Abgeordnete den Tests beiwohnen könnten.
Auch wurde Kritik von Seiten einiger Kongressabgeordneter, insbesondere des Senators Scott W. Lucas, und von Veteranenverbänden laut, welche die Verschwendung von Steuergeldern befürchteten. Die bei der Operation Crossroads zum Einsatz kommenden Zielschiffe hatten bei ihrem Bau etwa 450 Millionen US-Dollar (inflationsbereinigt: 5.5 Milliarden, Stand 2016) gekostet, Admiral Blandy hielt dem entgegen, dass 90 % der Schiffe nicht mehr einsatzfähig und nur noch schrottreif wären; der Schrottwert der Zielflotte betrug etwa 3,7 Millionen US-Dollar. Zudem kamen Fragen auf, ob es nicht sinnvoller wäre, die Schiffe z. B. als Wohnschiffe für Veteranen umzubauen oder, im Fall der Schlachtschiffe, als Museumsschiffe zu erhalten.
Um seine Kritiker zu besänftigen, hielt Admiral Blandy am 21. Februar eine Rede, die in den folgenden drei Monaten mehrfach wiederholt wurde:

“The bomb will not start a chain-reaction in the water converting it all to gas and letting all the ships on all the oceans drop down to the bottom. It will not blow out the bottom of the sea and let all the water run down the hole. It will not destroy gravity. I am not an atomic playboy, as one of my critics labeled me, exploding these bombs to satisfy my personal whim.”

„Die Bombe wird keine Kettenreaktion im Wasser starten, die alles in Gas verwandelt und Schiffe auf allen Ozeanen auf den Meeresboden fallen lässt. Sie wird kein Loch in den Meeresboden sprengen, durch das alles Wasser abläuft. Sie wird nicht die Schwerkraft zerstören. Ich bin kein atomarer Playboy, wie einer meiner Kritiker mich bezeichnete, der diese Bomben aus einer persönlichen Laune heraus explodieren lässt.“

Radio Moskau beschuldigte die Vereinigten Staaten am 20. März, „die Atombombe für Zwecke zu schwingen, die wenig gemein haben mit Frieden und Sicherheit der Welt“. Die Prawda fragte eine Woche vor dem Test: „Warum müssen alle anderen Staaten blindes Vertrauen in die Absichten der USA zeigen, während die Vereinigten Staaten offensichtlich nicht nur ihren Partnern, sondern auch den internationalen Kontrollorganen misstrauen?“

### Ziele des Tests
Hauptziel des Nukleartests war die Erforschung der Wirkung von Atombomben auf Kriegsschiffe, „um auf diese Weise für die nationale Verteidigung wertvolle Informationen zu erhalten.“ Die Zielschiffe wurden im Zentrum des Testgebietes in einer drei- bis fünfmal höheren Dichte angeordnet (etwa 7,7 Schiffe pro Quadratkilometer) als es während eines echten Flotteneinsatzes erfolgen würde. Das Ziel dieser Anordnung war nicht die Nachbildung einer echten, vor Anker liegenden Flotte, vielmehr sollte sie möglichst viele Messwerte liefern, um die Schäden an den Schiffen in Abhängigkeit von der Entfernung vom Explosionszentrum darzustellen.
Ein weiteres wichtiges Ziel des Tests war die Klärung der Frage, inwieweit es möglich wäre, Schiffe, die eine Nuklearexplosion überstanden hatten, zu bergen und wieder einsatzbereit zu machen. Wichtigster Aspekt hierbei war die Überwachung und Eindämmung der Radioaktivität an Bord der Schiffe.
An Bord der Zielschiffe wurden Waffen, Flugzeuge, Panzer, Radfahrzeuge, Ersatzteile und militärische Ausrüstungsgegenstände, Stoffe, Kleidung, Nahrungsmittel, medizinisches Material sowie Betriebs- und Schmierstoffe, aber auch elektrische und elektronische Geräte positioniert, um sie der Kernwaffenexplosion und ihrer Strahlungs- und Druckwirkung auszusetzen. Dabei sollte ihre Eignung und Überlebensfähigkeit in einer möglichen nuklearen Auseinandersetzung geprüft werden.

### Beteiligte Schiffe

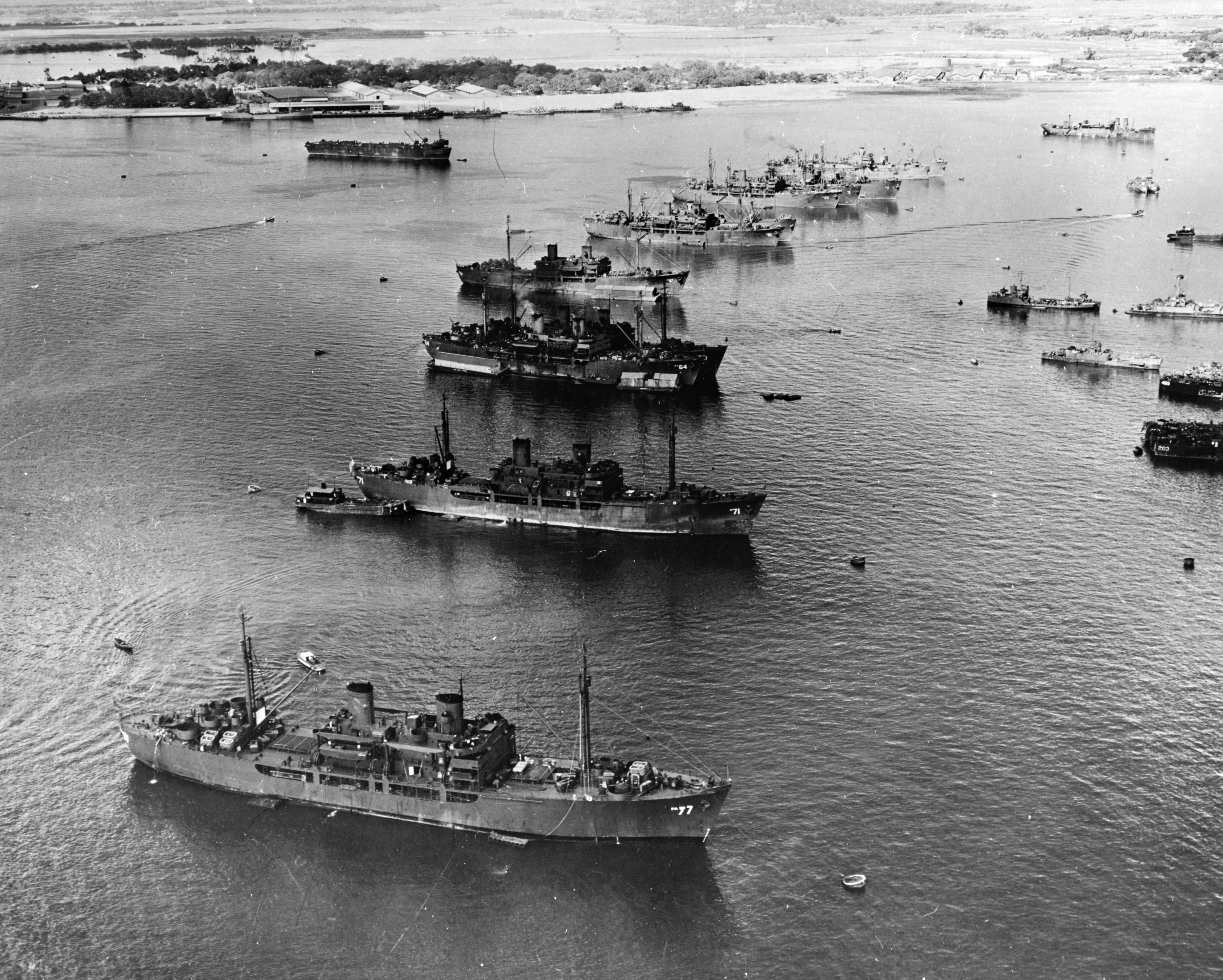
Teile der Zielflotte am 27. Februar 1946 in Pearl Harbor

Die Joint Task Force One umfasste zwei große Teile – die Zielflotte, die der Wirkung der Nuklearwaffen ausgesetzt wurde, und die Unterstützungsflotte, die die Logistik sicherstellte und den Test überwachte.
Die Zielflotte umfasste 93 Schiffe. Darunter befanden sich vier ausgemusterte amerikanische Schlachtschiffe, zwei Flugzeugträger, zwei Kreuzer, elf Zerstörer, acht U-Boote, verschiedene Transport- und Landungsschiffe sowie zwei ehemalige japanische Schiffe, das Schlachtschiff Nagato und der Kreuzer Sakawa, und ein ehemaliges deutsches Schiff, die Prinz Eugen. Die Schiffe bildeten mit Baujahren zwischen 1912 und 1944 32 Jahre in der Entwicklung von Kriegsschiffen ab. Flaggschiff der Zielflotte, selbst aber nicht Ziel, war der Schwere Kreuzer Fall River. Konteradmiral T. A. Solberg, Director of Ship Material, hatte die Aufgabe, die Zielschiffe in Vorbereitung für den Test absolut wasserdicht zu machen. Kriegsschiffe sind, gerade wenn sie genietet und nicht geschweißt wurden, nie hundertprozentig wasserdicht, das eindringende Wasser wird aber im Einsatzalltag durch Lenzpumpen entfernt. Da die Zielschiffe aber im Laufe der Tests teilweise wochenlang ohne Besatzung und mit abgeschalteten Pumpen vor Anker lägen, wurde besonders bei den japanischen Schiffen ein vorzeitiges Sinken befürchtet. Auch wurde großer Wert auf die Aufrechterhaltung der internen Wasserdichtigkeit gelegt, da vorzeitig geflutete wasserdichte Abteilungen die Beurteilung der Überlebensfähigkeit im Fall eines nuklearen Angriffs verfälschen könnten. Auf Deck der Zielschiffe wurden die Ausrüstungsgegenstände und Fahrzeuge der Army positioniert, um sie den Auswirkungen der Explosionen auszusetzen.
Die Unterstützungsflotte der Operation Crossroads bestand aus 149 Schiffen verschiedener Typen, die sich in fünf Task Groups mit verschiedenen Aufgaben gliederten. Das Flaggschiff der Flotte und der gesamten Operation war die Mount McKinley. Zur Unterstützungsflotte gehörten neben den beiden Flugzeugträgern Shangri-La und Saidor 15 Zerstörer sowie verschiedene Transport-, Bergungs-, Rettungs- und Landungsschiffe. Das Flaggschiff Mount McKinley und die Appalachian, die als „schwimmendes Pressezentrum“ dienen sollte, wurden für den Einsatz mit modernster Rundfunk- und Fernsehübertragungstechnik ausgestattet. Die Seeflugzeugtender Cumberland Sound und Albemarle wurden zu schwimmenden Labors für den Zusammenbau und die Wartung der Nuklearwaffen umgebaut. Sie waren damit 1946 die einzigen mobilen Lager- und Wartungseinrichtungen für Nuklearwaffen.

### Vorbereitungen im Bikini-Atoll

Karte des Bikini-Atolls

Das Bikini-Atoll wurde für die Tests der Operation Crossroads ausgewählt, weil es den meisten der von den US-Streitkräften aufgestellten Forderungen entsprach: Es bot eine ausreichend große Lagune, um die Schiffe dort zu verankern, es war nahezu unbewohnt, es lag weit genug von Schifffahrtsrouten und anderen bewohnten Inseln entfernt, sein Klima war ohne große Extreme, die Wasserströmungen waren vorhersehbar und es befand sich unter amerikanischer Kontrolle. Lediglich die Forderung nach gleich bleibenden Winden von Meereshöhe bis hinauf in 18.000 Metern Höhe wurde nicht erfüllt, da auf dem Bikini-Atoll, wie auf den meisten tropischen Inseln, die Winde in niedriger Höhe mehrheitlich aus östlicher Richtung, in der Stratosphäre jedoch aus westlicher Richtung wehen.

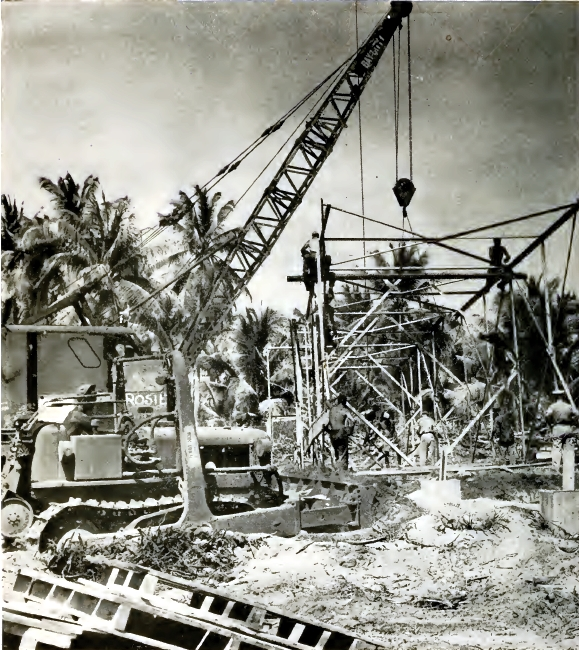
Bau der Instrumententürme

Am 24. Januar 1946 erklärte Admiral Blandy, dass die beiden ersten Tests im Sommer 1946 im Inneren der Lagune stattfinden sollten, der dritte geplante Test sollte dann im Frühjahr 1947 westlich des Atolls in tiefem Wasser erfolgen. Da der erste Test ursprünglich am 15. Mai 1946 stattfinden sollte, begannen unmittelbar nach der Ankündigung die Vorbereitungen auf dem Atoll. Das Vermessungsschiff USS Sumner traf am 6. Februar in Bikini ein und fing an, eine Fahrrinne durch das die Lagune umgebende Riff zu sprengen. Insgesamt wurden über 100 Tonnen TNT verwendet, um die Fahrrinne zu verbreitern und Korallenbänke in der Lagune zu entfernen. Auch wurden fünf verbliebene japanische Seeminen im März durch Minenräumboote geräumt, nachdem der Hauptteil der Minen bereits im September und Oktober 1945 entfernt worden war.
Die USS Bowditch begann mit der genauen Vermessung und Kartierung des Atolls und der Lagune, da die bisher vorhandenen japanischen Karten zu ungenau waren. Zudem studierten Wissenschaftler, die unter anderem vom U. S. Geological Survey, dem Fish and Wildlife Service, von der Smithsonian Institution und der Woods Hole Oceanographic Institution zusammengerufen worden waren, die Flora und Fauna der Inseln und der Lagune. Über 20.000 Fische wurden gefangen und studiert, darunter befanden sich auch etliche bis dahin unbekannte Arten.
1000 Soldaten des 53rd Naval Construction Battalion, dessen erste Einheiten am 11. März auf Bikini eintrafen, begannen ab dem 20. März mit der Errichtung der benötigten Gebäude auf den Inseln. Neben zwölf 25 Meter hohen Stahlfachwerktürmen, die Kameras und wissenschaftliche Instrumente tragen sollten, wurden noch zahlreiche weitere kleine hölzerne Türme und diverse Hütten aus Holz und Stahl für die Unterbringung von Messinstrumenten errichtet. Sieben Pontonbrücken wurden gebaut, um die Inseln des Atolls miteinander zu verbinden. Es entstanden diverse Werkstätten, eine Meerwasserentsalzungsanlage und eine Wasserflugzeugrampe, aber auch Casinos für Offiziere und Wissenschaftler sowie eine Wurfscheibenschießanlage, ein Sportplatz und mehrere Basketball-, Baseball- und Volleyballfelder.
Zur Bekämpfung von Insekten auf den Inseln wurden die beiden Hauptinseln Bikini und Enyu mehrfach und die kleineren Inseln Aomoen und Eniirikku einmal großflächig mit Dichlordiphenyltrichlorethan (DDT) eingesprüht.

### Umsiedlung der Bevölkerung

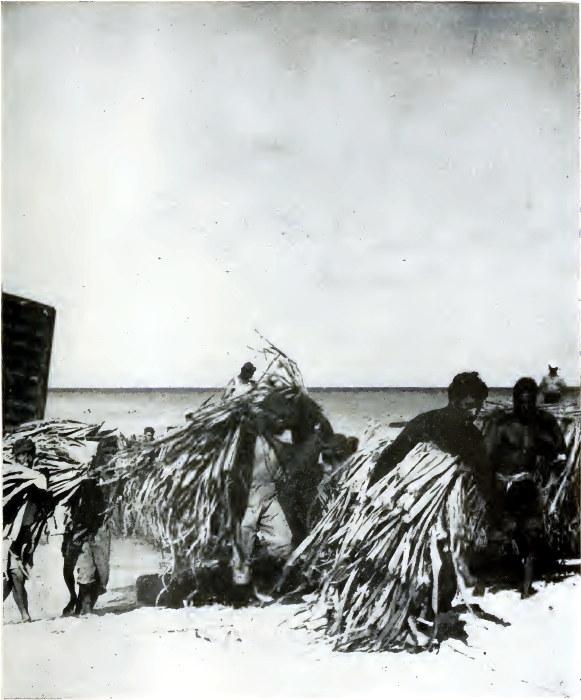
Ankunft der indigenen Bevölkerung des Bikini-Atolls auf Rongerik, 7. März 1946

Nach der Auswahl des Bikini-Atolls als Testort befahl der Militärgouverneur der Marshall-Inseln, Commodore Ben H. Wyatt, die Umsiedlung der gesamten indigenen Bevölkerung des Atolls. Er reiste am 10. Februar 1946 persönlich per Wasserflugzeug von Kwajalein auf das Atoll, um die Einwohner zur freiwilligen, zeitweiligen Umsiedlung zu bewegen. Er verglich die Bikinianer in seiner Ansprache mit den „Kindern Israels, die der Herr vor ihren Feinden rettete und in das gelobte Land führte“. Der Häuptling, der sich selbst König Juda nannte, ergriff daraufhin das Wort und erklärte, dass sie bereit wären zu gehen und ihr Schicksal in Gottes Hand läge. Neun der elf Familienoberhäupter („alaps“) sprachen sich dabei für das unbewohnte Atoll Rongerik etwa 200 Kilometer östlich des Bikini-Atolls als neue Heimat aus. Am 25. Februar traf ein Panzerlandungsschiff im Bikini-Atoll ein, das ein Vorauskommando von 22 Bikinianern sowie 15 Seabees nach Rongerik brachte, wo am folgenden Tag ein ganzes Dorf errichtet wurde. Auch Vorräte für einen Monat sowie Trinkwasser wurden nach Rongerik gebracht. Nachdem das Treffen vom 10. Februar vor den Filmkameras der Marine wiederholt worden war, wurden die 161 Bewohner des Atolls am 7. März 1946 vom Panzerlandungsschiff USS LST-1108 zu ihrer neuen Heimat gebracht. Die Kirche des Bikini-Atolls wurde demontiert und auf Rongerik wieder aufgebaut, ebenso wurden die Auslegerkanus der Bewohner an Bord des Panzerlandungsschiffs zur neuen Insel gebracht. Am 10. März war die gesamte Umsiedlungsaktion abgeschlossen.

### Wissenschaftliche Instrumente
Die Kernwaffentests der Operation Crossroads wurden von einer Vielzahl von Messgeräten überwacht und von einer großen Zahl von Film- und Fotokameras aufgezeichnet. Hauptaugenmerk der Messungen lag hierbei auf dem Druck, der durch die Explosion auf die Schiffe der Zielflotte ausgeübt wurde. Unmittelbar mit dem Druck zusammenhängend wurde auch der Impuls der Detonationswelle auf die Schiffe gemessen, ebenso wie die Geschwindigkeit der Ausbreitung der Stoßwelle. Weitere Messungen lieferten Aufschluss über die abgegebene optische Strahlung, insbesondere Ultraviolett- und Infrarotstrahlung sowie die ionisierende Strahlung.
Für die Tests wurden über 5000 Druckmessgeräte verwendet, die einfachsten davon simple leere Kanister, die durch die Druckwelle deformiert wurden. Die Schwierigkeiten der Druckmessungen lagen einerseits in den extrem hohen auftretenden Drücken, andererseits in den sehr kurzen Druckspitzen, die durch die Stoßwelle hervorgerufen wurden. Die Messgeräte mussten daher schnell ansprechen und dennoch einen großen Messbereich haben. Die meisten Messgeräte arbeiteten aus diesem Grund mit Verformungen, aus denen der Druck mathematisch hergeleitet wurde, oder mit einer Reihe von Berstscheiben, die bei einem definierten Berstdruck nachgaben. Die Druckmessgeräte wurden überall in der Zielflotte positioniert, die mit dem größten Messbereich in der Mitte, nahe dem geplanten Nullpunkt der Explosion. Besonderer Wert wurde auf die Vermeidung von Druckwellenreflexionen gelegt, die die Messwerte verfälscht hätten.
An Bord der Schiffe wurden zahlreiche Neigungsmesser installiert, um die durch die Druckwelle hervorgerufenen Roll- und Gierbewegungen aufzuzeichnen und damit die Auswirkungen zu dokumentieren.
Die Messung der optischen Strahlung erfolgte durch Bolometer und Thermoelemente sowie Spektrometer. Wichtig war bei diesen Messgeräten ein schnelles Ansprechen, da in sehr kurzer Zeit starke Schwankungen im Spektrum und Intensität des emittierten Lichts stattfinden würden. Hochgeschwindigkeitskameras sollten zudem die Ausbreitung des Feuerballs in den ersten Sekundenbruchteilen aufnehmen. Menschliche Beobachter erhielten stark getönte Brillen, um die Augen vor der intensiven Strahlung zu schützen. Diese Brillen ließen nur etwa 0,003 Prozent des sichtbaren Lichts durch und erwiesen sich während des Tests als viel zu dunkel.

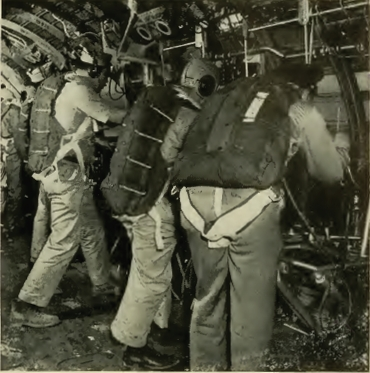
Kameraleute an Bord eines C-54-Flugzeuges

Insgesamt wurden über 700 Kameras verwendet, um Operation Crossroads auf Film zu bannen. Über 500 Fotografen und Kameraleute wurden vom Militär eingestellt und etwa die Hälfte des Weltvorrats an fotografischem Film zum Bikini-Atoll gebracht, dadurch kam es am Weltmarkt zu einer Verknappung von Fotomaterialien. Die fotografische Ausrüstung der United States Army Air Forces allein umfasste insgesamt 328 Kameras, darunter Hochgeschwindigkeitskameras mit Aufnahmegeschwindigkeiten bis zu 10.000 Bildern pro Sekunde und eine Fotokamera mit einem Teleobjektiv mit 1200 mm Brennweite – zum damaligen Zeitpunkt das leistungsstärkste Teleobjektiv der Welt. Diese Kameras wurden auch in B-29-Bomber und C-54-Frachter eingebaut, um die Explosionen aus der Luft zu fotografieren.
Die Planungen sahen vor, in den ersten Sekunden nach der Zündung der Bombe beim Test Able eine Million Fotos zu schießen. Die Army Air Force allein wollte 9 Millionen Bilder der gesamten Tests aufnehmen. Dazu kamen Planungen der Army Air Force, in den ersten vier Sekunden nach der Zündung etwa 360 Minuten Film zu drehen. Umfangreiche Vorkehrungen wurden getroffen, um Kameras und Filme vor der immensen Strahlung, sowohl nichtionisierend als auch ionisierend, sowie den Druckwellen zu schützen. Dazu befanden sich beispielsweise die an Land positionierten Kameras in bleiausgekleideten Gehäusen mit automatisch schließenden Türen. Zur Entwicklung der Filme wurde auf dem Kwajalein-Atoll ein riesiges Fotolabor errichtet, um die große Anzahl an Bildern und Filmen zeitnah entwickeln zu können.

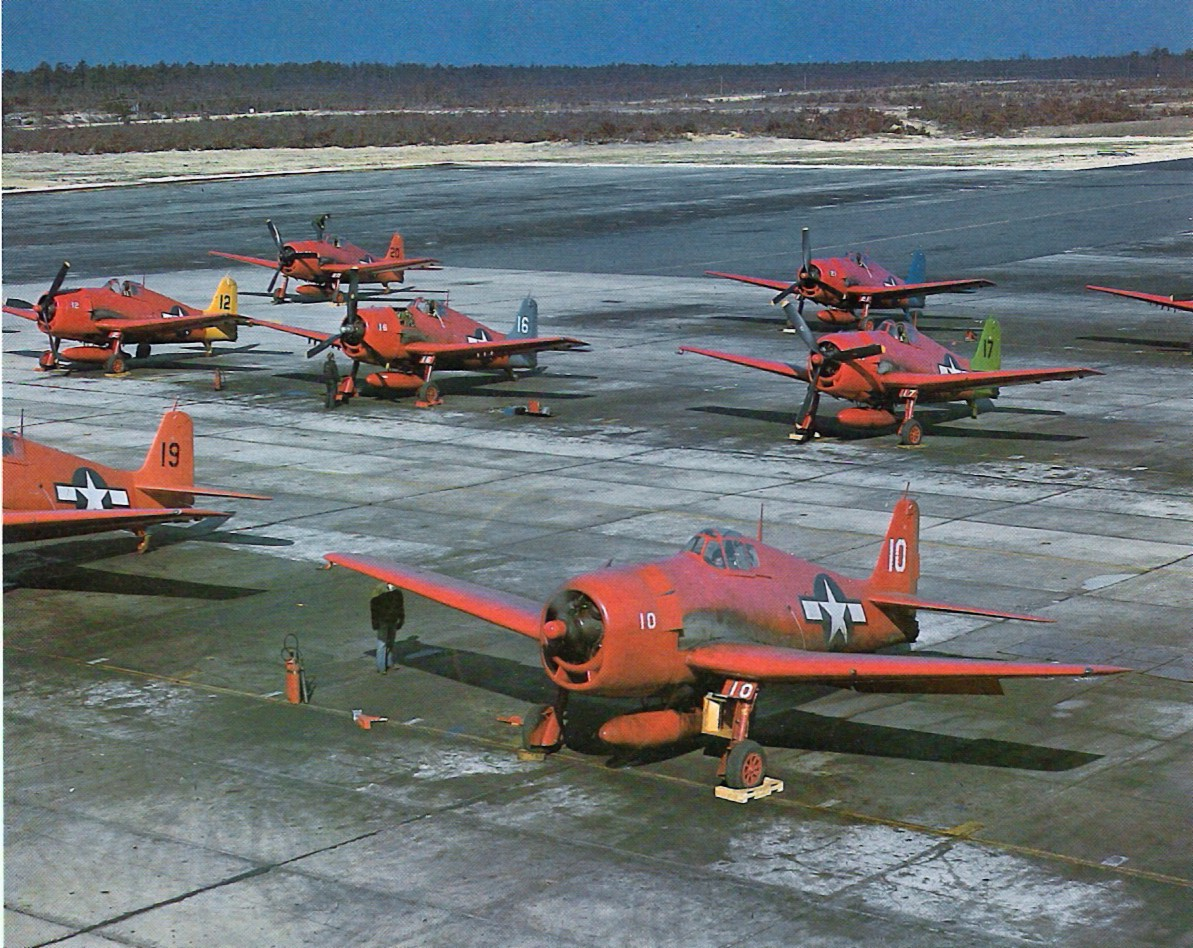
F6F-Drohnen zur Luftprobennahme; die unterschiedlichen Farben der Leitwerke signalisieren die unterschiedlichen Steuerungsfrequenzen.

Die Radioaktivität und die ionisierende Strahlung wurden aus gesundheitlichen und sicherheitstechnischen Gründen ebenfalls intensiv gemessen, verfolgt und protokolliert. Die Strahlungsschutzgruppe um Colonel Stafford L. Warren brachte über 20.000 Strahlungsmessgeräte nach Bikini, die meisten davon so genannte Filmdosimeter, die an das im unmittelbaren Gefahrenbereich arbeitende Personal ausgegeben wurden, aber auch auf den Zielschiffen angebracht wurden. Dazu kamen zahlreiche tragbare und stationäre Geigerzähler für die Strahlungsüberwachung während und nach den Tests. Zu Drohnen umgebaute B-17-Bomber, die von Kwajalein aus gestartet wurden und von Bord anderer B-17-Bomber ferngesteuert wurden, sowie Grumman-F6F-Drohnen, die von Bord des Flugzeugträgers Shangri-La ferngesteuert wurden, sollten Luftproben in verschiedenen Höhen des Explosionspilzes nehmen.

### Versuchstiere

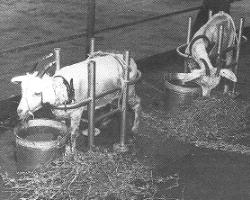
Ziegen an Deck der USS Niagara vor dem Test

Im Juni 1946 wurden 200 Schweine, 200 Mäuse, 60 Meerschweinchen, 204 Ziegen und 5000 Ratten an Bord des umgebauten Transportschiffs USS Burleson, das zu diesem Zweck mit Pferchen, Futtertrögen sowie einer rutschhemmenden Decksbeschichtung aus Beton ausgestattet wurde und 80 Tonnen Futter für die Tiere mitführte, nach Bikini gebracht. Die 5664 Versuchstiere wurden auf insgesamt 22 Schiffen der Zielflotte positioniert, sie nahmen dabei die Stationen ein, an denen sich auch die Besatzung im Gefechtsfall aufhalten würde. Um genaue Daten über die Auswirkungen einer Kernwaffenexplosion auf die Besatzung eines Schiffes zu erhalten, wurden einige Ziegen mit Sonnenschutzcreme eingerieben, anderen hingegen wurden die Haare gekürzt, um Auswirkungen der Strahlung auf die Haut erforschen zu können. Die Schweine, deren Haut der menschlichen sehr ähnlich ist, wurden mit Strahlungsschutzanzügen versehen und mit Strahlungsschutzcremes behandelt. Besonderer Wert wurde von Seiten der Wissenschaftler darauf gelegt, dass die Versuchstiere den Test überleben, da „tote Tiere einen geringeren Wert für Studien“ hätten.

“We want radiation-sick animals, but not radiation-dead animals.”

„Wir wollen strahlungskranke Tiere, aber keine strahlungstoten Tiere.“

Von Seiten der Wissenschaftler wurde davon ausgegangen, dass die Tiere nach Abklingen der Strahlenkrankheit in die Vereinigten Staaten zurückgebracht werden könnten, wo sie bis zu ihrem natürlichen Tod weiter für Studien zur Verfügung ständen. Das konnte nicht erreicht werden, da die Schiffe tagelang nicht betreten werden konnten, und die Tiere an den kumulierten Strahlendosen verstarben.

## Testablauf

### Test Able
Am 30. Juni verließen die Besatzungsmitglieder die Zielschiffe und, zusammen mit der Unterstützungsflotte, die Lagune. Marineminister Forrestal, der aus Washington angereist war, erhielt an Bord des Flottenflaggschiffs eine letzte Einweisung, bevor die Unterstützungsflotte am Abend ihre Position 15 Seemeilen östlich und nordöstlich des Atolls eingenommen hatte. Auf den umliegenden Inseln und Atollen standen für den Fall, dass der Wind den Fallout ungünstig verblasen würde, Evakuierungsschiffe und -flugzeuge bereit.
Die Planungen für den Testablauf sahen den Start des Bombers für 5:34 Uhr Ortszeit vor. Allerdings kam erst um 5:40 Uhr die Freigabe vom Flaggschiff Mount McKinley, da Admiral Blandy erst eine Wetterverbesserung abwarten wollte. Die Boeing B-29 Superfortress, von ihrer Besatzung um Major Woodrow P. Swancutt zu Ehren eines abgestürzten Staffelkameraden „Dave’s Dream“ getauft, verließ daher das Kwajalein-Atoll erst um 5:55 Uhr. An Bord des Bombers befanden sich neben dem Piloten Major Swancutt 13 weitere Besatzungsmitglieder sowie Brigadegeneral Roger M. Ramey, Kommandant der Task Group 1.5.

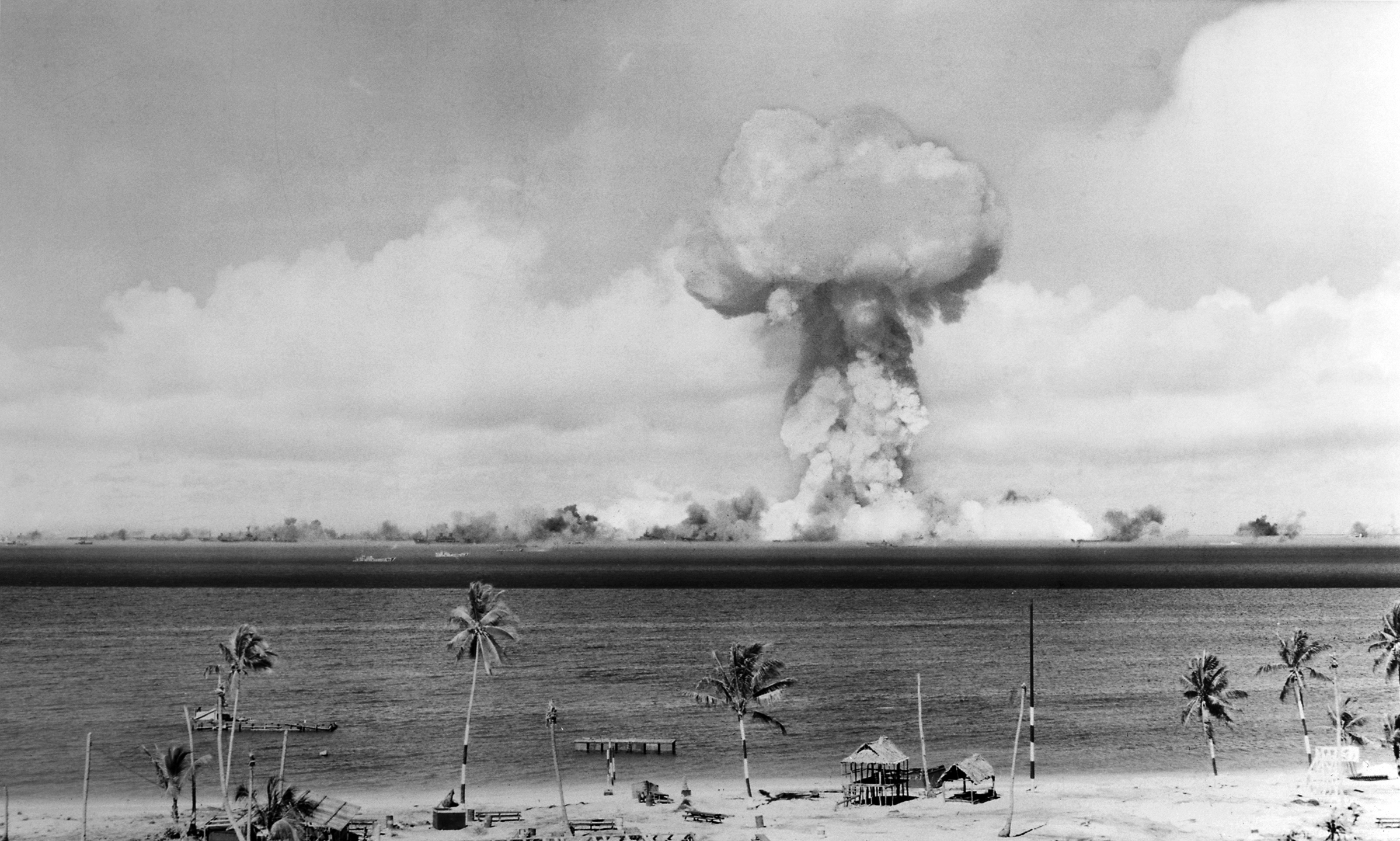
Explosionspilz des Able-Tests einige Sekunden nach der Explosion

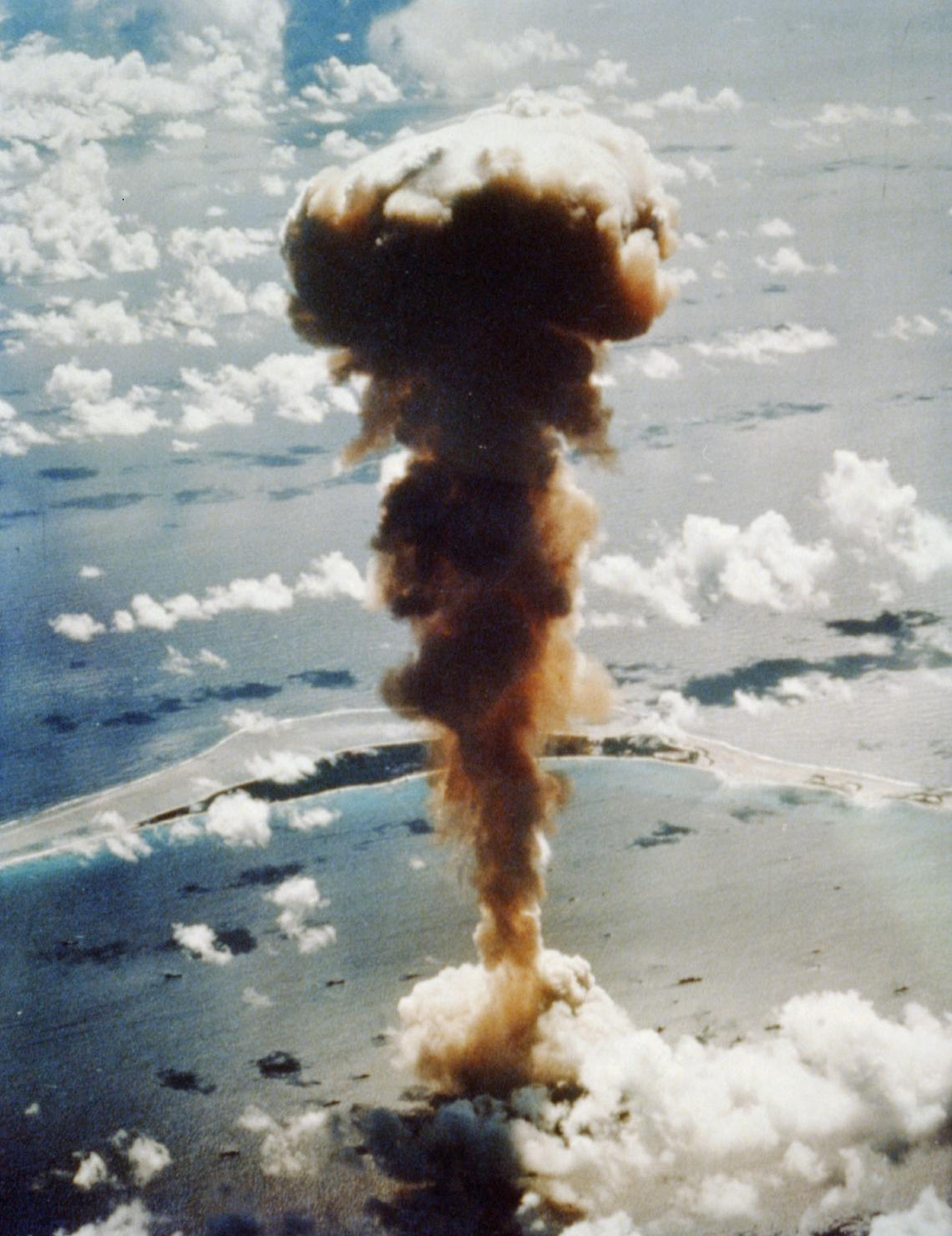
Der Explosionspilz hat sich in größere Höhe ausgebreitet

Um 8:03 Uhr traf der Bomber über dem Bikini-Atoll ein und begann den ersten von mehreren Übungsanflügen. Nach einem ersten Überflug über die Zielflotte, bei dem Windgeschwindigkeit und -richtung sowie die Funkverbindung überprüft wurden, folgte um 8:20 Uhr eine vollständige Simulation des Zielanflugs inklusive des simulierten Abwurfs der Bombe. 30 Minuten später begann der endgültige Zielanflug aus fast 100 Kilometern Entfernung. In einer Höhe von 28.000 Fuß, etwa 8500 Metern, wurde die Mk.3-Atombombe um 8:59:46 Uhr ausgeklinkt. Unmittelbar nach dem Abwurf ging die B-29 in einer scharfen Linkskurve in den Sinkflug über, um die Distanz zur Bombe zu vergrößern. Der Sprengkörper war nach dem Film „Gilda“ „getauft“ und mit einem Foto von dessen Hauptdarstellerin „verziert“ worden, des Sex-Idols Rita Hayworth.
48 Sekunden später, um 9:00:34 Uhr Bikini-Zeit, explodierte die Bombe mit einer Sprengkraft von 23.000 Tonnen TNT-Äquivalent in 158 Metern Höhe über der Zielflotte. Innerhalb weniger Sekunden stieg der Explosionspilz auf über 6.000 Meter Höhe, seine Spitzenhöhe betrug etwa 16.000 Meter. Die Druckwelle, die sich zunächst mit über 4.800 Metern pro Sekunde ausbreitete, richtete an Bord der Zielflotte schwere Schäden an, an Bord der Begleitflotte war sie aber erst 90 Sekunden nach der Explosion als entferntes Donnern zu vernehmen. Der Feuerball, der in den ersten Sekunden eine Oberflächentemperatur von weit über 100.000 °C hatte, breitete sich mit großer Geschwindigkeit aus, bevor er seine Strahlungsenergie abgegeben hatte. Ein großer Teil der emittierten optischen Strahlung wurde durch die feuchte Atmosphäre abgeschwächt und absorbiert.

### Auswirkungen von Able
| # | Name     | Typ                | Entfernung |
| - | -------- | ------------------ | ---------- |
| 5 | Gilliam  | Truppentransporter | 45 m       |
| 9 | Sakawa   | Kreuzer            | 384 m      |
| 4 | Carlisle | Truppentransporter | 393 m      |
| 1 | Anderson | Zerstörer          | 457 m      |
| 6 | Lamson   | Zerstörer          | 694 m      |

| #  | Name           | Typ                  | Entfernung |
| -- | -------------- | -------------------- | ---------- |
| 40 | Skate          | U-Boot               | 365 m      |
| 12 | YO-160         | Yard Oiler           | 475 m      |
| 28 | Independence   | Flugzeugträger       | 512 m      |
| 22 | Crittenden     | Truppentransporter   | 544 m      |
| 32 | Nevada         | Schlachtschiff       | 562 m      |
| 3  | Arkansas       | Schlachtschiff       | 566 m      |
| 35 | Pensacola      | Kreuzer              | 649 m      |
| 11 | ARDC-13        | Schwimmdock          | 754 m      |
| 23 | Dawson         | Truppentransporter   | 781 m      |
| 38 | Salt Lake City | Kreuzer              | 818 m      |
| 27 | Hughes         | Zerstörer            | 841 m      |
| 37 | Rhind          | Zerstörer            | 925 m      |
| 49 | LST-52         | Panzerlandungsschiff | 1399 m     |
| 10 | Saratoga       | Flugzeugträger       | 2071 m     |

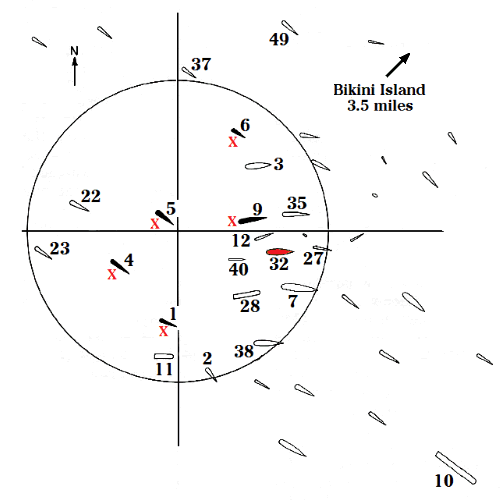
Karte der Zielflotte des Tests „Able“ mit dem Explosionszentrum. Etwa die Hälfte der Zielschiffe befand sich außerhalb dieses Ausschnitts. Die fünf X markieren die Positionen der gesunkenen Schiffe, der Kreis mit einem Radius von 914 Metern zeigt den Bereich der schwersten Schäden. Geplanter Zielpunkt der Bombe war das Schlachtschiff Nevada, #32 (hier rot markiert), die Bombe landete aber in der Nähe von Schiff #5, dem Truppentransporter Gilliam. Alle U-Boote der Zielflotte befanden sich an der Oberfläche. Die Nagato (#7), die sich nur etwa 130 m von der Nevada entfernt befand, wurde nur leicht beschädigt.

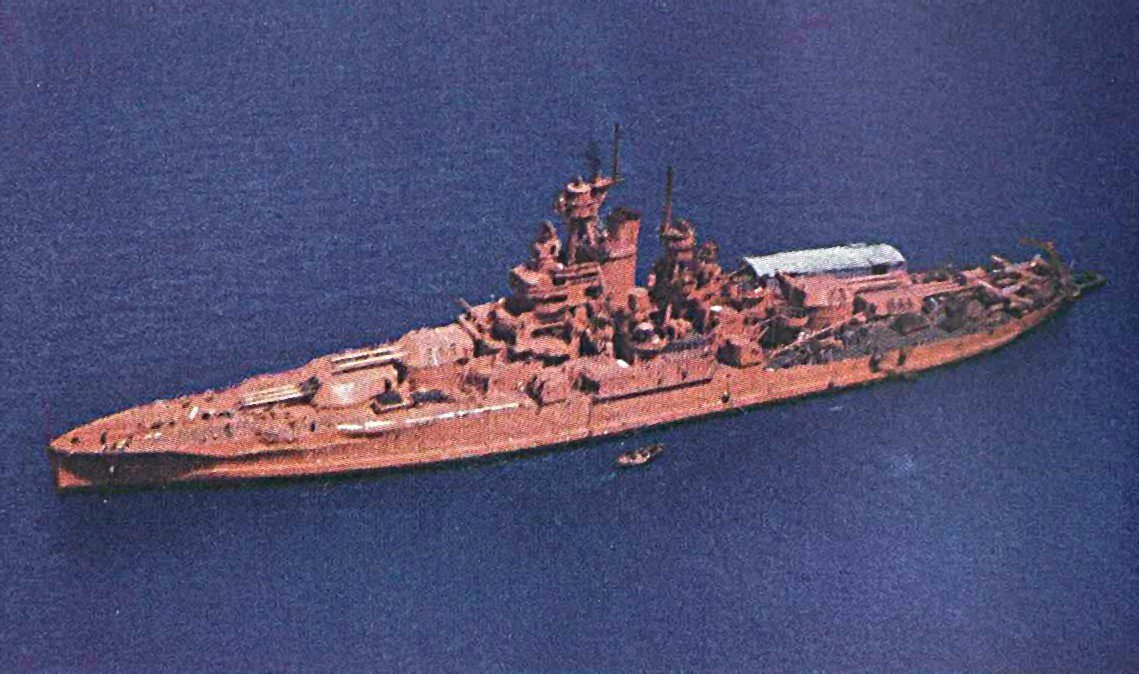
Das Zielschiff USS Nevada trug einen orangefarbenen Anstrich als Zielmarkierung für die Bomberbesatzung

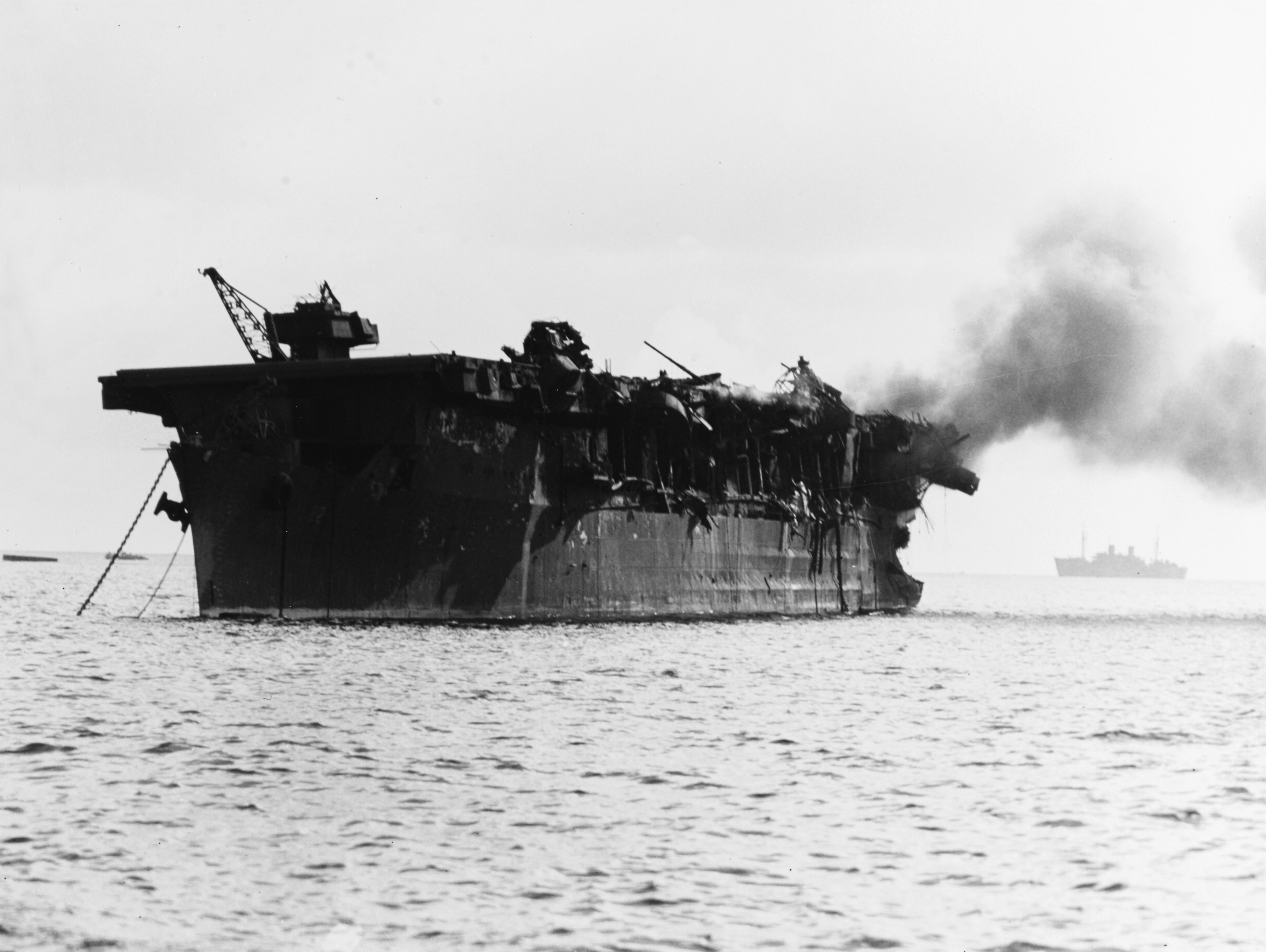
Der schwer beschädigte und brennende leichte Flugzeugträger USS Independence nach dem Able-Test

Die Bombe verfehlte ihr geplantes Ziel, das Schlachtschiff Nevada, um 649 Meter und explodierte nur etwa 50 Meter vom Truppentransportschiff USS Gilliam entfernt, das infolge der Druckwelle innerhalb weniger Sekunden kenterte und sank. Auch ein weiterer Truppentransporter, die Carlisle, die von der Druckwelle über 50 Meter aus ihrer Position bewegt worden war, sank nach 40 Minuten brennend. Die Anderson, ein Zerstörer, sank innerhalb von vier Minuten, ein weiterer, die Lamson, ging nach einigen Stunden unter. Die Lamson war zwar weiter vom Nullpunkt der Explosion entfernt als einige andere Schiffe, sie hatte der Druckwelle im Gegensatz zu anderen Schiffen aber die volle Breitseite zugewandt und war dadurch schwer beschädigt worden. Der japanische Kreuzer Sakawa brannte heftig und sank am nächsten Morgen. Die Nevada, eigentlich Ziel der Bombe, war nur relativ leicht an den Aufbauten beschädigt, kleinere Feuer an Bord erloschen teilweise von selbst. Schwere Schäden erlitt auch der leichte Flugzeugträger Independence, große Teile des Flug- und Hangardecks wurden zerstört, zudem brachen mehrere Brände an Bord aus.
Die Zielflotte wurde aus der Luft mehrfach fotografiert, ferngesteuerte Boote nahmen Wasserproben, um die radioaktive Kontamination zu bestimmen. Ferngesteuerte B-17-Bomber flogen wenige Minuten nach der Explosion in den Explosionspilz, um Luftproben zu nehmen. Als um 14:30 Uhr das OK vom Flaggschiff kam, kehrten die Schiffe der Unterstützungsflotte in die Lagune zurück, wo die Wissenschaftler mit der Auswertung der Ergebnisse begannen. Als großes Problem hierbei erwies sich die große Abweichung der Bombe vom geplanten Ziel. Die meisten Kameras, insbesondere die Hochgeschwindigkeitskameras, waren auf die Nevada gerichtet gewesen und hatten die Explosion nicht aufgezeichnet. Viele Messgeräte waren Werten ausgesetzt, die entweder den Messbereich überschritten oder unterhalb der Empfindlichkeit lagen. Mit der Gilliam waren zudem eine große Zahl Messinstrumente für die Messung der Stoßwellengeschwindigkeit auf den Meeresboden gesunken oder zerstört worden. Aus Sicht vieler Wissenschaftler waren die Daten, die von den Zielschiffen geborgen werden konnten, nicht zu gebrauchen, die Operation als wissenschaftlicher Versuch war entwertet.
Wie auch die zwei Nuklearexplosionen in Hiroshima und Nagasaki war der Able-Test eine Luftexplosion, die hoch genug stattfand, so dass kaum Material vom Boden in den aufsteigenden Pilz gesaugt wurde. Die Spaltprodukte der Explosion wurden durch den Atompilz in die Stratosphäre getragen, wo sie sich global verteilten, der lokal niedergehende radioaktive Niederschlag war eher gering. Die Explosion wurde als „selbstreinigend“ bezeichnet. Allerdings wurden Schiffe nahe am Nullpunkt der Explosion stark durch Neutronenstrahlung bestrahlt. 10 Prozent der eingesetzten Versuchstiere wurden direkt durch die Druckwelle getötet, weitere 15 Prozent durch die Strahlung des Feuerballs. Etliche überlebende Tiere entwickelten infolge des Tests Symptome der Strahlenkrankheit, wohingegen Verbrennungen und Augenschädigungen eher selten waren.
Das Verfehlen des eigentlichen Ziels, der Nevada, sorgte für Spannungen zwischen den Army Air Forces und den Los Alamos Laboratories, die sich gegenseitig die Schuld für den Fehlabwurf gaben. Los Alamos behauptete, die Air Forces hätten falsche Berechnungen über die Flugbahn angestellt. Auch Paul Tibbets, der im Auswahlverfahren für Operation Crossroads gegen Swancutt und seine Besatzung unterlag, führte an, dass die Berechnungen der Flugbahn und des Abwurfpunktes falsch gewesen seien. Die Army Air Forces hingegen machten die Los Alamos Laboratories und deren Entwurf der Bombe beziehungsweise deren schlechte aerodynamische Auslegung für das Verfehlen des Ziels verantwortlich. Auch eine vom Oberkommando eingesetzte Untersuchungskommission, die alle Besatzungsmitglieder der „Dave’s Dream“ befragte, Filmaufnahmen des Abwurfs analysierte und zusätzlich Testabwürfe mit Attrappen in New Mexico durchführen ließ, konnte trotz monatelanger Untersuchung keine exakte Ursache für das Verfehlen finden.

### Vorbereitungen für den Baker-Test

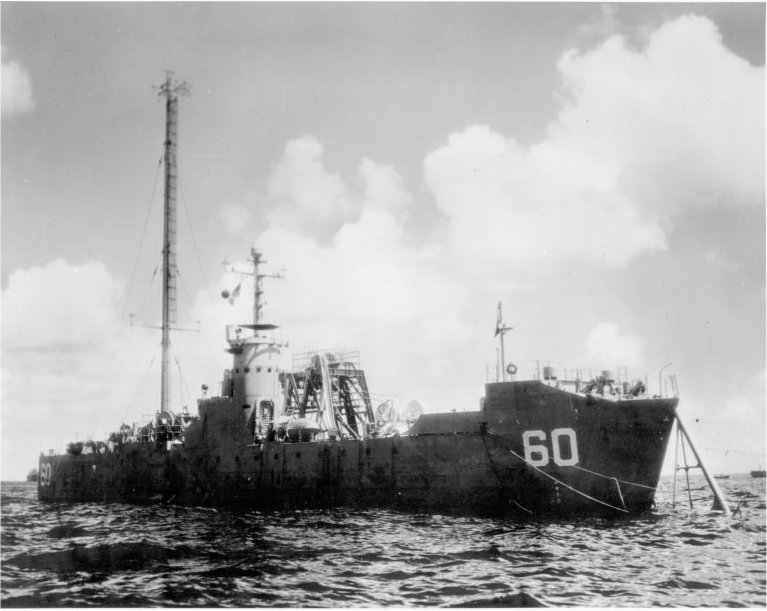
LSM-60 in der Bikini-Lagune, gut zu erkennen das Winschgestell sowie der Funkmast

In Vorbereitung für den zweiten Test der Operation Crossroads wurden die Zielschiffe neu angeordnet. Schäden wurden behoben und Lecks abgedichtet, um die Ergebnisse nicht zu verfälschen. Die Bombe, die von den am Test beteiligten Soldaten „Helen of Bikini“ getauft worden war, sollte in einem wasserdichten Behälter unter dem Landungsschiff USS LSM-60 gezündet werden. LSM-60 war zu diesem Zweck vor dem Test im Terminal Island Navy Yard in Kalifornien umgerüstet worden. Eine Öffnung wurde auf dem Ladedeck in den Rumpfboden geschnitten, darüber wurde ein Winschgestell aufgestellt, mit dem die Bombe auf ihre vorgesehene Tiefe abgelassen werden konnte. Zudem wurde das Schiff mit einem Funkmast ausgerüstet, um die Funksignale zur Zündung der Bombe empfangen zu können. Da die Funktionstüchtigkeit des Landungsschiffes und seiner technischen Einrichtungen für die Durchführung des Tests sehr wichtig waren, wurden Ersatzteile für die gesamte Ausrüstung an Bord mitgeführt. In direkter Nachbarschaft zu LSM-60, das das Zentrum der Zielflotte bildete, befanden sich in etwa 400 Metern Entfernung die Saratoga und das Schlachtschiff Arkansas, das sogar nur 200 Meter vom geplanten Nullpunkt entfernt verankert wurde.
Am 19. Juli wurde ein Probelauf durchgeführt, um Fehler beim Test ausschließen zu können. Am frühen Morgen des 25. Juli verließen alle Schiffe der Begleitflotte die Lagune, um sich etwa 15 Seemeilen entfernt zu positionieren.

### Test Baker

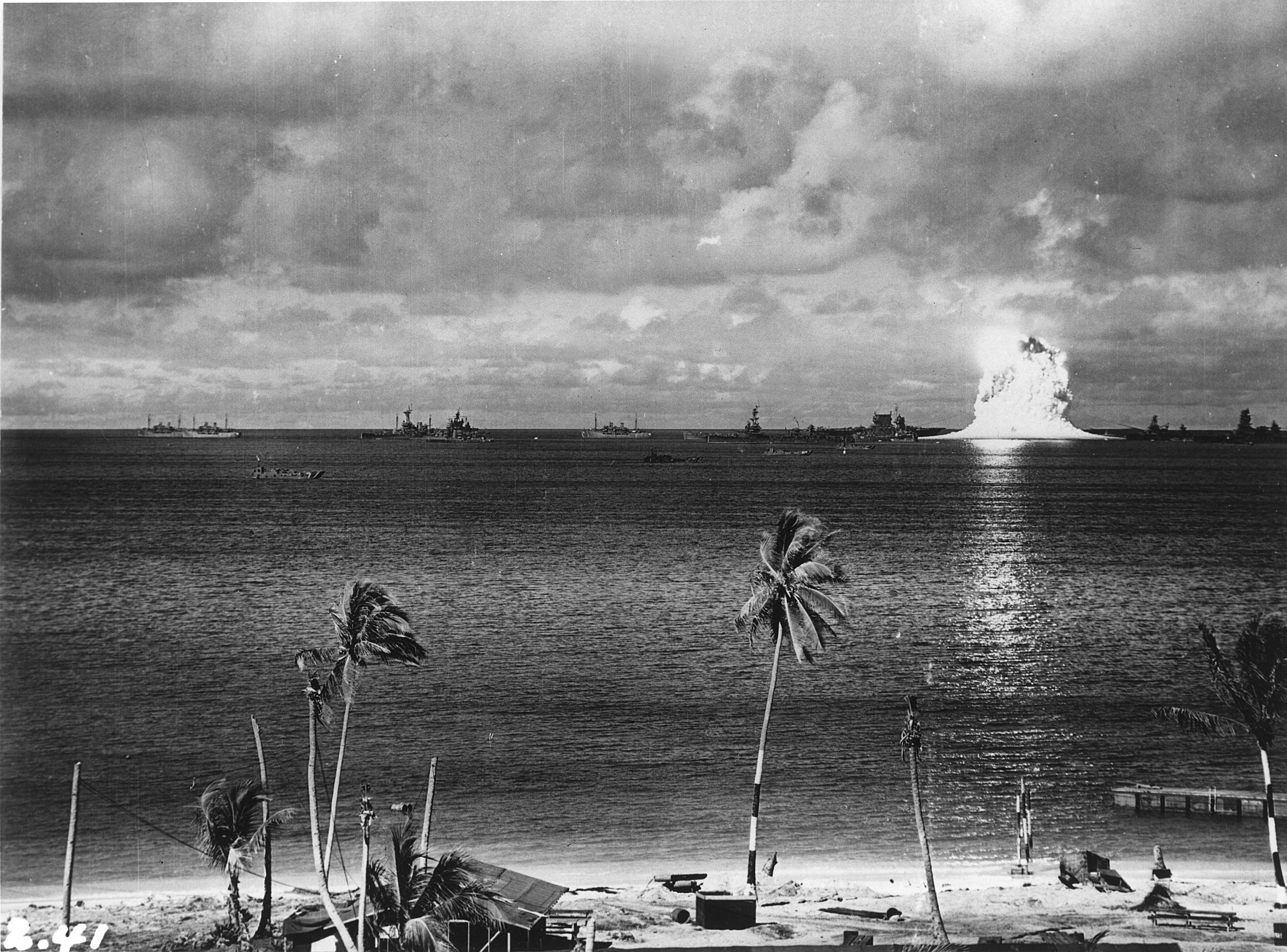
4 Millisekunden nach der Zündung: die durch den Feuerball erzeugte Gasblase durchbricht die Wasseroberfläche und wirft eine Wassersäule in die Luft

Die Zündung der Atombombe, die sich 27 Meter unter der Wasseroberfläche und damit auf halber Tiefe bis zum Grund der Lagune befand, erfolgte am Morgen des 25. Juli um 8:34:59,7 Uhr Ortszeit durch ein Funksignal von der USS Cumberland Sound. Die Bombe entwickelte, wie schon beim ersten Test, eine Sprengkraft von 23.000 Tonnen TNT-Äquivalent.
Der Baker-Test erzeugte so viele bis dahin unbekannte Phänomene, dass zwei Monate später eine Konferenz abgehalten wurde, um diese zu benennen. Der Feuerball und die durch verdampfendes Wasser erzeugte Gasblase erreichten innerhalb von Millisekunden die Oberfläche der Lagune, während sich die Stoßwelle der Explosion mit einer Geschwindigkeit von 5600 Kilometern pro Stunde ausbreitete, im Wasser klar zu erkennen als dunkler, sich ausbreitender Ring, der einem Ölfleck glich. Diesem Ring folgte eine weiße, stetig größer werdende Scheibe, die durch das Aufwühlen der Wasseroberfläche entstand. Die hydraulische Stoßwelle führte zu den größten Schäden an Bord der Zielschiffe, sie erreichte Drücke von über 680 bar. LSM-60, das sich direkt über der Bombe befand, wurde durch die Druckwelle der Explosion völlig zerstört.

Luftaufnahme: Die Wilson-Wolke verdeckt große Teile der Wassersäule; auf der Wasseroberfläche ist die durch die Druckwelle hervorgerufene Scheibe zu sehen

Als die Gasblase des Feuerballs die Wasseroberfläche durchbrach, bildete sich zunächst ein klar erkennbarer Wasserdom, der nach wenigen Millisekunden wie ein Geysir zerbarst. Eine massive Säule aus Wasser, radioaktivem Material sowie Trümmern des Lagunenbodens schoss in die Höhe. Die Wassersäule aus 2 Millionen Tonnen Wasser, die fast 600 Meter im Durchmesser maß und etwa 100 Meter „starke“ Wände hatte, war im Inneren nahezu leer. Nach wenigen Sekunden bildete sich ein blumenkohlförmiger Kopf, der sich immer weiter vergrößerte. Der „Blumenkohl“ bestand zum größten Teil aus Material vom Boden der Lagune, wo die Explosion einen 610 Meter breiten und 9 Meter tiefen Krater hinterließ. Zeitweilig wurden die Säule und die Zielflotte durch eine halbkugelförmige „Wilson-Wolke“ verdeckt, welche durch die sich in der Luft ausbreitende Druckwelle hervorgerufen wurde.

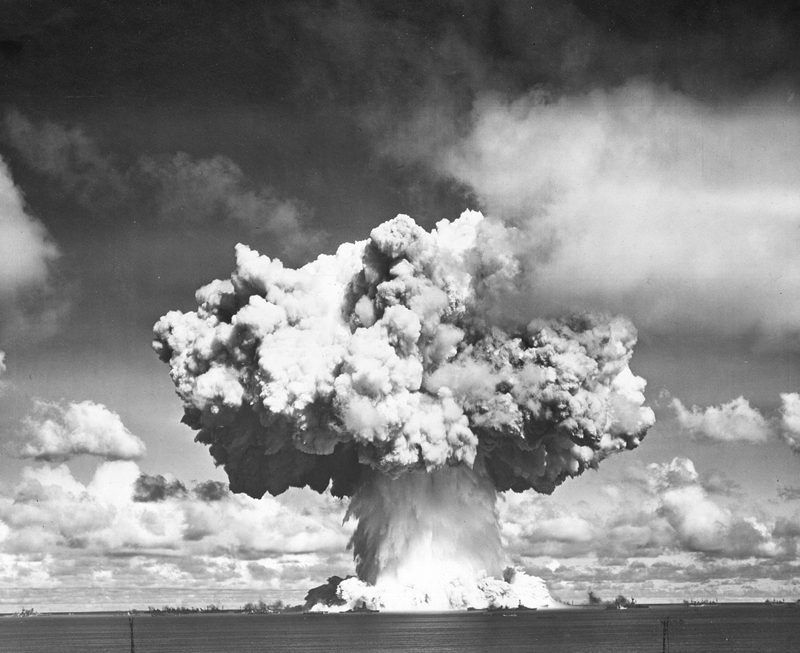
Die voll ausgebildete blumenkohlförmige Explosionswolke (Die zentrale Wassersäule beginnt, in die Lagune zurückzufallen)

Nach etwa zehn Sekunden begann die Wassersäule, in sich zusammenzufallen. Eine riesige, radioaktiv kontaminierte Gischtwolke („Base surge“) hüllte die gesamte Zielflotte ein, als das Wasser aus knapp 2000 Metern Höhe in die Lagune zurück stürzte. Diese Gischtwolke, zu Beginn nur knapp 100 Meter hoch, erreichte eine maximale Höhe von etwa 600 Metern und breitete sich mit etwa 40 Kilometern pro Stunde aus. Der radioaktive Nebel der Gischtwolke setzte sich auf jeder Oberfläche der Zielschiffe ab und hinterließ auch nach dem Trocknen starke radioaktive Kontaminationen, die ein Betreten der Schiffe teilweise unmöglich machten.
Als das Wasser in den durch die Gasblase entstandenen Hohlraum zurückströmte, entstanden mehrere Tsunami-ähnliche Wellen, die nahe dem Explosionszentrum etwa 25 bis 30 Meter hoch waren. Die Wellen trafen als Gruppe von etwa 15 Wellen mit bis zu fünf Meter hohen Brechern auf die Inseln, wo sie Überschwemmungen anrichteten. Durch das zurückströmende Wasser wurden etwa 50.000 Tonnen Sand von den Stränden der Inseln mitgerissen.

### Auswirkungen von Baker
| #  | Name        | Typ              | Entfernung           |
| -- | ----------- | ---------------- | -------------------- |
| 50 | LSM-60      | Landungsschiff   | 0 m                  |
| 3  | Arkansas    | Schlachtschiff   | 155 m                |
| 8  | Pilotfish   | U-Boot           | 331 m                |
| 10 | Saratoga    | Flugzeugträger   | 411 m                |
| 12 | YO-160      | Ölleichter       | 475 m                |
| 7  | Nagato      | Schlachtschiff   | 704 m                |
| 41 | Skipjack    | U-Boot           | 731 m                |
| 2  | Apogon      | U-Boot           | 777 m                |
| 11 | ARDC-13     | Schwimmdock      | 1051 m               |
| 36 | Prinz Eugen | Schwerer Kreuzer | in Schlepp gekentert |

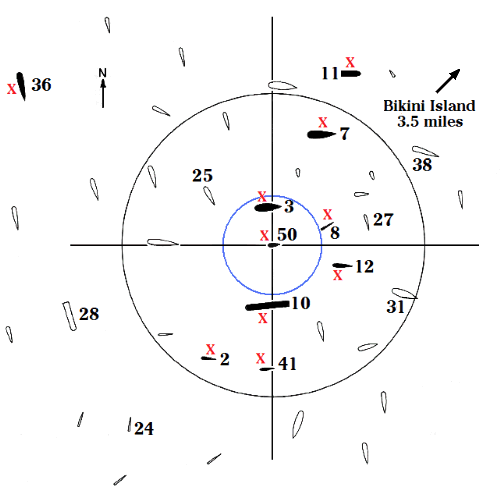
Karte der Zielflotte des Tests „Baker“ mit dem Explosionszentrum. Die Hälfte der Zielflotte befand sich außerhalb dieses Kartenausschnitts. Die zehn roten X markieren die Positionen der zehn infolge des Tests gesunkenen Schiffe (siehe Tabelle). Der schwarze Kreis mit einem Radius von 914 Metern zeigt den Bereich der schwersten Schäden. Der blaue Kreis, Radius 300 Meter, zeigt die Ausmaße des Unterwasserkraters sowie der Wassersäule, die die Arkansas vollständig eingeschlossen hat. Die U-Boote waren getaucht, Pilotfish (#8) auf eine Tiefe von 17 Metern über Kiel, Apogon (#2) auf eine Tiefe von 30 Metern über Kiel. Weitere Schiffe im unmittelbaren Wirkungsbereich der Bombe: #31 New York, #32 Fallon, #38 Salt Lake City

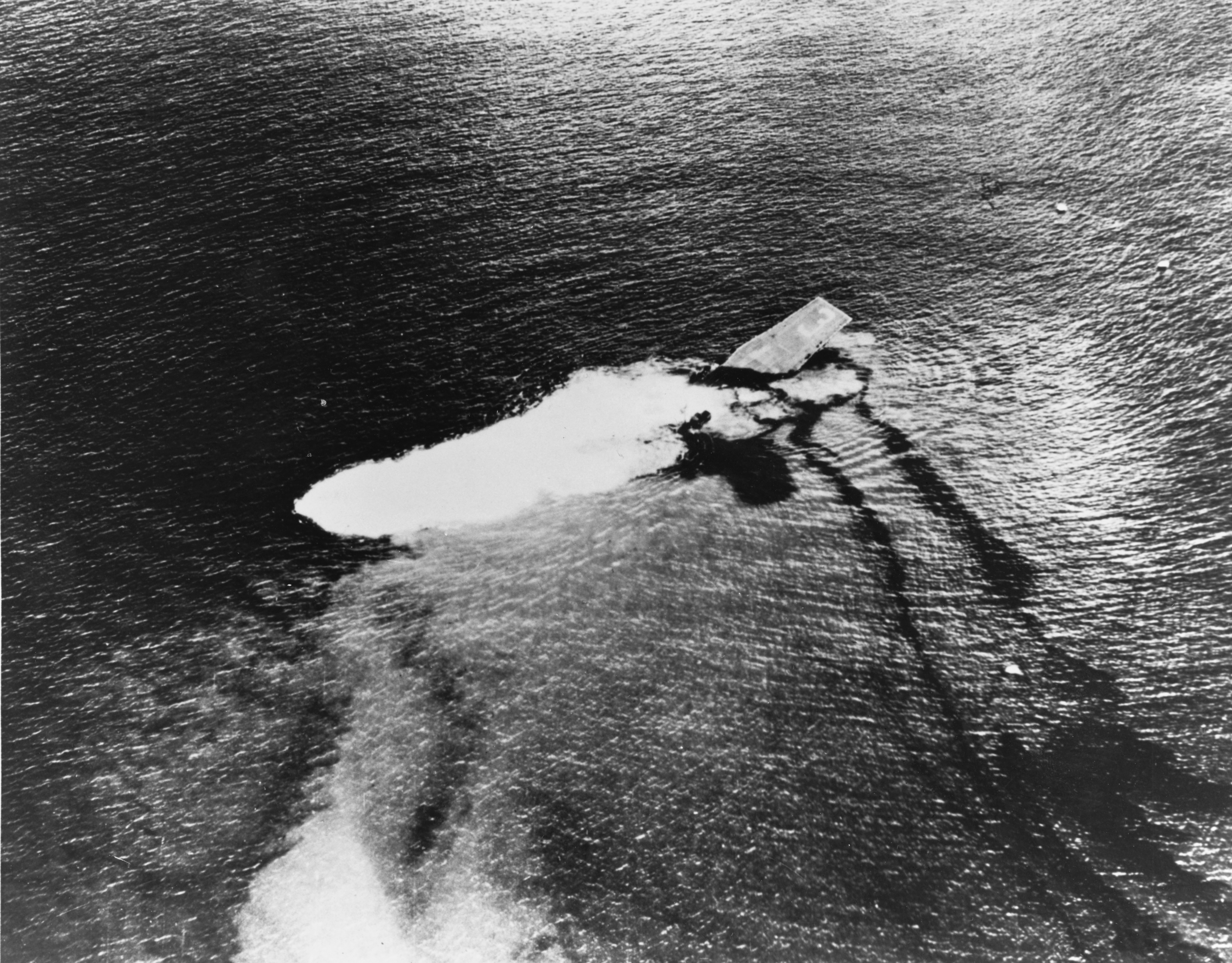
Die USS Saratoga versinkt aufgrund der schweren Schäden durch den Baker-Test.

Dem Schlachtschiff Arkansas, das sich in direkter Nähe des Explosionsnullpunkts befand, wurde durch die Unterwasserdruckwelle der Rumpf großflächig aufgerissen, Teile der Ruderanlage und Antriebswellen wurden abgerissen. Es sank innerhalb weniger Sekunden und liegt seitdem kopfüber auf dem Meeresboden in etwa 54 Metern Tiefe. Der Flugzeugträger Saratoga wurde durch die Druckwelle schwer beschädigt und sank siebeneinhalb Stunden nach dem Test mit dem Heck voran. Es wurden zwar Versuche unternommen, ihn zu bergen, die starke Kontamination des Schiffes und des Lagunenwassers nahe dem Explosionszentrum vereitelten jedoch diese Versuche, weil die Besatzungen der Bergungsschiffe einer zu großen Gefahr ausgesetzt hätten werden müssen. Die Saratoga liegt aufrecht auf dem Meeresboden, ihre Mastspitze befindet sich nur 12 Meter unter der Oberfläche. Das japanische Schlachtschiff Nagato kenterte viereinhalb Tage nach dem Test, in der Nacht auf den 30. Juli, unbemerkt von allen Beobachtern. Die drei gesunkenen U-Boote Pilotfish,  Skipjack und Apogon hinterließen nur Luftblasen und Ölflecke an der Wasseroberfläche. YO-160, ein Ölleichter aus Beton, sank unmittelbar nach der Explosion. Der Kreuzer Prinz Eugen wurde durch den Test zwar schwer beschädigt, konnte aber zunächst in Schlepp genommen und nach Kwajalein gebracht werden. Dort kenterte er am Morgen des 22. Dezembers 1946, weil die starke Kontamination die Reparatur der erlittenen Schäden nicht zuließ. Das Panzerlandungsboot LCT-1114 kenterte durch die Explosion und wurde später versenkt. Weitere Zielschiffe wurden durch die Explosion schwer beschädigt, darunter die Schlachtschiffe New York und Nevada, der Kreuzer Pensacola, die Zerstörer Hughes und Mayrant, die Truppentransportschiffe Fallon und Gasconade sowie das Panzerlandungsschiff LST-133. Das Sinken der Hughes und der Fallon konnte verhindert werden, indem die Schiffe ans Ufer geschleppt und auf den Strand gesetzt wurden.

### Strahlenbelastung
Der Baker-Test war nach dem Trinity-Test die zweite Nuklearexplosion, die nah genug an der Erdoberfläche stattfand, um die entstehenden Spaltprodukte in der lokalen Umgebung zu halten. Im Gegensatz zu Able und den Atombombenabwürfen auf Hiroshima und Nagasaki war er nicht „selbstreinigend“. Die daraus resultierende Kontamination war weitaus stärker als von allen Wissenschaftlern vorausgesagt.
Beim Baker-Test wurde etwa ein Kilogramm hochradioaktiver Spaltprodukte erzeugt, was der Radioaktivität mehrerer hundert Kilogramm Radium entsprach. Diese Spaltprodukte waren mit den 2 Millionen Tonnen Wasser sowie dem Material des Meeresbodens vermischt und befanden sich nun im Wasser sowie am Boden der Lagune. Die Schiffe wurden durch die Base surge stark kontaminiert. Nahe dem Explosionszentrum betrug die Ionendosis unmittelbar nach der Explosion an Deck der Zielschiffe etwa 8000 Röntgen (80 Gray) pro Tag, was dem 80.000fachen der zulässigen Strahlungsdosis und dem 20fachen der letalen Dosis entspricht.

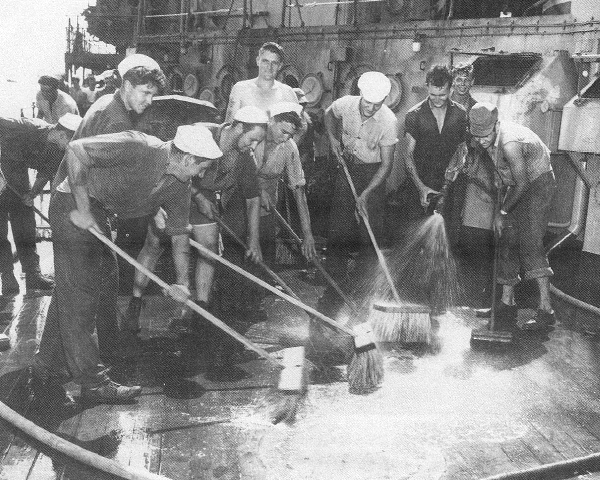
Seeleute versuchen die Radioaktivität an Bord der Prinz Eugen mit Seifenlauge zu entfernen.

Die ersten Schiffe, die die Lagune befuhren, waren ferngesteuerte Drohnen, die ferngelenkte Strahlungs- und Radioaktivitätsmessungen ermöglichten. Sie machten es möglich, die „hot spots“ der größten Radioaktivität zu lokalisieren, denen die anderen Schiffe dann ausweichen konnten. Aufgrund der zulässigen Strahlungsbelastung von 0,01 Röntgen pro Tag konnten nur die fünf am weitesten vom Explosionszentrum entfernten Schiffe gefahrlos betreten werden. Die anderen Schiffe konnten zum Teil erst zehn Tage nach dem Test wieder betreten werden. Trotz der hohen Strahlungswerte schickte die Marine in den ersten sechs Tagen nach dem Test 4900 Mann an Bord der Schiffe, wo sie versuchten, die Radioaktivität mit Besen, Seife und Lauge abzuwaschen oder sie mit Hilfe von Sandstrahlen zu entfernen. Erschwert wurde die Dekontamination durch fehlende Aufklärung der Mannschaften, fehlende Schutzausrüstung und immer wieder versagende Messgeräte für die Strahlungsüberwachung. Dazu kam, dass die „sichere Zeit“ an Bord der Zielschiffe zeitweilig nur wenige Minuten betrug, das Dekontaminationspersonal also ständig ausgewechselt werden musste. Zudem klagte die radiologische Überwachungsgruppe über chronische Personalnot.
Ein weiteres Problem war, dass durch die Neutronenstrahlung große Mengen des radioaktiven Natrium-Isotops 24Na entstanden, das zwar mit einer Halbwertszeit von knapp 15 Stunden zerfiel, aber dennoch Rümpfe und Salzwasseranlagen der Schiffe der Begleitflotte kontaminierte. Dazu kamen die knapp fünf Kilogramm Plutonium der Bombe, die nicht gespalten wurden und sich ebenfalls mit dem lokalen Fallout auf die Schiffe legten und sich mit dem Wasser der Lagune vermischten.
In einer 1996 vom Institute of Medicine der National Academy of Sciences durchgeführten Studie, die von der US-Regierung in Auftrag gegeben wurde, zeigte sich bei ehemaligen Teilnehmern der Operation Crossroads eine um 4,6 Prozent erhöhte Mortalität. Konkret waren zum Ende des Untersuchungszeitraums am 31. Dezember 1992 31,3 Prozent (12.520) der an der Operation Crossroads beteiligten Militärangehörigen verstorben, während in der gleichaltrigen und gleich großen Kontrollgruppe 30,8 Prozent (12.320) verstorben waren. Bei den erwarteten Haupttodesursachen der Crossroads-Veteranen, also Erkrankungen an Leukämie und anderen Krebserkrankungen, waren die Fallzahlen nicht signifikant höher als bei der Kontrollgruppe. Dem widersprechen zahlreiche Fälle von Krebs bei Veteranen des Tests, die sich mit großer Sicherheit auf erhöhte Strahlungsexposition während der ersten Tage nach den Explosionen zurückführen lassen.
Während des Tests befanden sich nur einige Schweine und Ratten an Bord der Zielschiffe. Da die Schiffe zum Teil erst nach zehn Tagen wieder betreten werden konnten, waren bis dahin alle Schweine und fast alle Ratten an der akkumulierten Strahlungsdosis verstorben.

### Test Charlie
Nach dem erfolgreichen Baker-Test ging die Joint Task Force One zur Planung des dritten Tests über, der in einer Tiefe von bis zu 1600 Metern unter der Meeresoberfläche stattfinden und nach dem Willen von Admiral Blandy zwischen 1. März und 1. April 1947 erfolgen sollte. Pioniere der Marine begannen, die Verankerungen für die Zielschiffe vorzubereiten, während sich in Washington der Widerstand gegen den Test formierte. Besonders General Groves, der der Operation Crossroads kritisch gegenüberstand, begann einen persönlichen Feldzug, um Test Charlie zu stoppen. Er bezweifelte öffentlich die militärische und wissenschaftliche Notwendigkeit des Tests. Zudem befürchtete er, dass ein weiterer Test der Implosionsbombe vom Nagasaki-Typ die technische Weiterentwicklung der Kernwaffen in Los Alamos behindern würde. Nach weiteren Diskussionen, auch innerhalb der Evaluierungskommission sowie der Joint Chiefs of Staff, wurde Test Charlie in einer Kabinettssitzung am 6. September 1946 auf unbestimmte Zeit verschoben. Auch massive Budget-Kürzungen beim Etat der Army und der Navy begünstigten die Verschiebung. Die 35 Millionen US-Dollar, die Test Charlie kosten sollte, waren ein wesentlicher Teil der 1,6 Milliarden US-Dollar, die Army und Navy einsparen mussten. Die unbestimmte Verschiebung des Charlie-Tests bedeutete das Ende von Operation Crossroads. Die Joint Task Force One wurde am 1. November 1946 offiziell aufgelöst.

## Nach Operation Crossroads

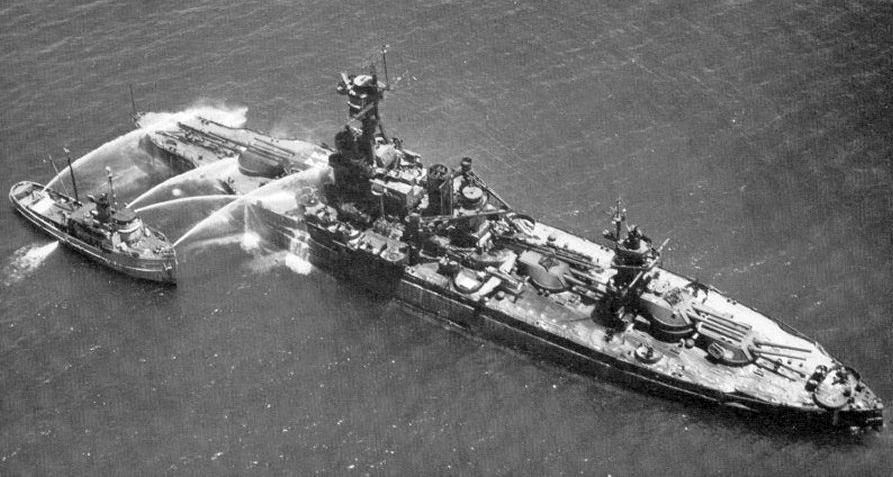
Ein Feuerlöschboot der Marine versucht, die Kontamination des Schlachtschiffs New York abzuwaschen; da aber das ebenfalls kontaminierte Lagunenwasser verwendet wurde, war dies ohne Erfolg.

Nachdem zunächst versucht wurde, die Zielflotte in der Lagune des Bikini-Atolls zu dekontaminieren, wobei die Besatzungsmitglieder teilweise weit über den zulässigen Grenzwerten der Strahlung ausgesetzt wurden, wurde am 10. August die Entscheidung getroffen, die gesamte Flotte nach Kwajalein zu verlegen, wo eine weitere Kontamination der Flotte durch das radioaktiv kontaminierte Lagunenwasser ausgeschlossen war. Die Verlegung war am 26. September abgeschlossen, als das letzte Zielschiff Bikini verließ. Hauptaufgabe in Kwajalein war das Entladen und Säubern der Schiffe; diese dauerte teilweise bis 1947 an. Acht Schiffe und zwei U-Boote der Zielflotte wurden zudem an die US-Westküste und nach Hawaii gebracht, wo weitere radiologische Untersuchungen stattfanden. Zwölf Zielschiffe waren nur sehr leicht kontaminiert und konnten nach erfolgter Dekontamination wieder in Dienst gestellt und bemannt werden und fuhren mit eigener Kraft zurück in die Vereinigten Staaten. Die restlichen Zielschiffe wurden zwischen 1946 und 1948 vor Bikini, Kwajalein oder Hawaii als Zielschiffe versenkt.
Die Dekontamination der Schiffe der Begleitflotte erfolgte zum größten Teil in Werften an der Westküste, hauptsächlich in San Francisco. Bei einigen Schiffen war es notwendig, große Teile des Rohrsystems der salzwasserführenden Anlagen zu erneuern und mit Säure auszuwaschen. Bei etlichen Schiffen musste zudem der gesamte Unterwasserrumpf sandgestrahlt und neu lackiert werden. Als letztes Schiff der Unterstützungsflotte existiert der Zerstörer USS Laffey als Museumsschiff bis in die Gegenwart.

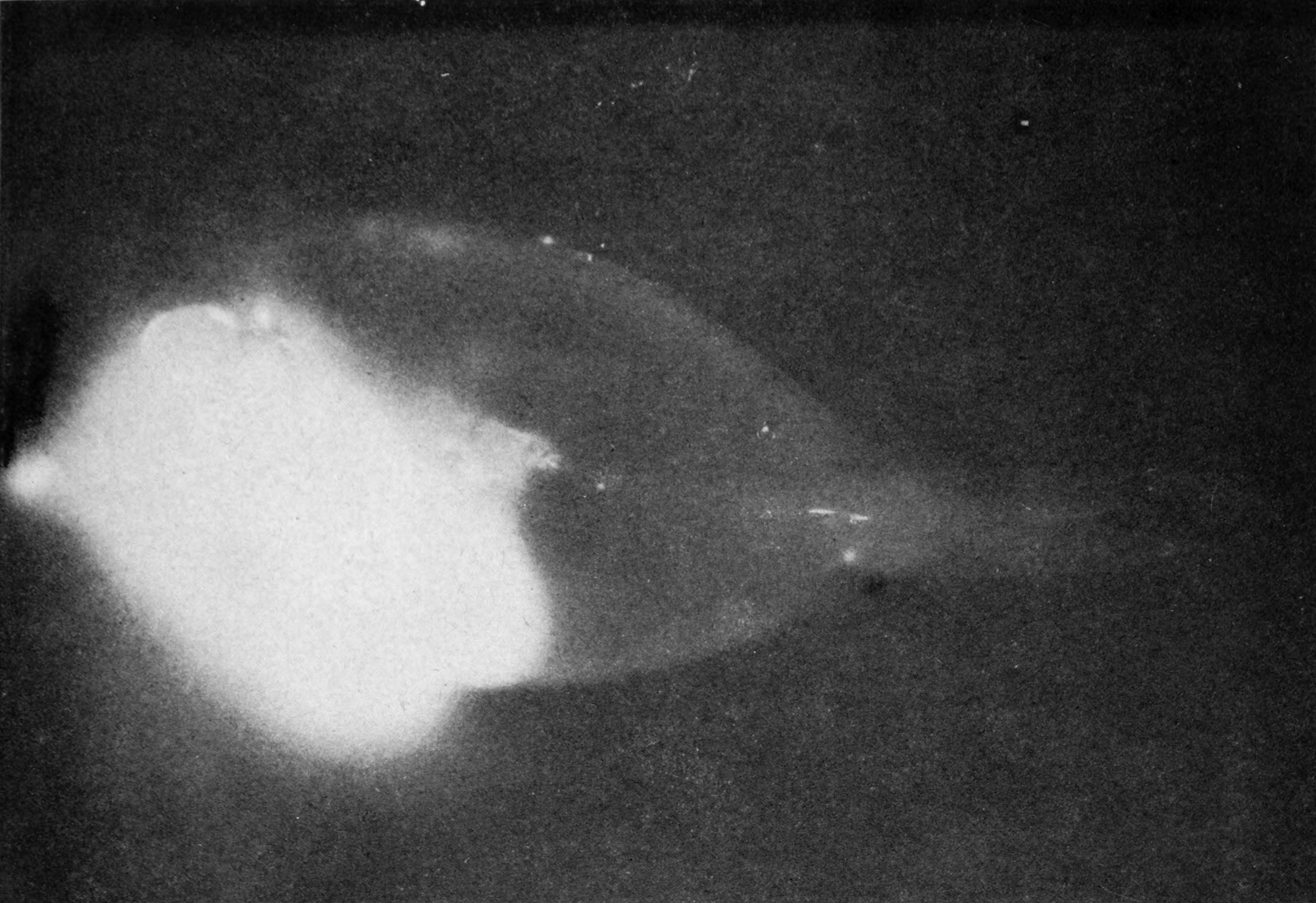
Ein Doktorfisch, der lebend nach dem Atomtest gefangen wurde, gibt genug ionisierende Strahlung ab, um einen Film zu belichten. Der helle Bereich sind Algen, die der Fisch kurz vor dem Fang aufgenommen hat, aber auch der Rest des Körpers hat radioaktives Material absorbiert.

Im Sommer 1947 fand eine erste wissenschaftliche Nachuntersuchung des Tests statt. Unter dem Kommando von Captain Christian L. Engleman untersuchten Wissenschaftler von Army, Navy, der Smithsonian Institution, des U. S. Fish and Wildlife Service sowie einiger weiterer wissenschaftlicher Institute die Auswirkungen des Test Baker auf das maritime Leben im Bikini-Atoll und nahmen eine genauere Evaluierung der Schäden an den gesunkenen Schiffen vor. Die Wissenschaftler trafen am 15. Juli 1947 an Bord der USS Chilton, die von dem U-Boot-Rettungsschiff USS Coucal sowie den Landungsschiffen LSM-382 und LCI(L)-615 begleitet wurde, im Atoll ein, wo sie bis zum 1. September blieben. In über 600 Tauchgängen zu den Wracks der Saratoga, Apogon und Pilotfish wurden die Auswirkungen der Unterwasserexplosion untersucht. Auch die Nagato wurde kurz untersucht. Erschwert wurden die Tauchgänge vor allem durch die schlechte Sichtweite, die durch die großen Mengen feinen Schlamms am Grund der Lagune hervorgerufen wurde. Dieser Schlamm, der zum größten Teil aus Sand und durch die Druckwelle zerstörten Korallen bestand, war zudem teilweise hochradioaktiv, weshalb die Taucher umfangreich radiologisch überwacht wurden.
Parallel zu den Tauchgängen untersuchten Biologen die Auswirkungen der Nuklearwaffenexplosionen auf das maritime Leben. Es wurden Proben des Lagunenwassers und der Korallenbänke genommen, um den Grad der radioaktiven Kontaminierung bestimmen zu können, sowie verschiedene Lebewesen gefangen, um sie später auf die Auswirkungen der Radioaktivität untersuchen zu können. Geologen nahmen Bohrproben vom Lagunenboden, um sie zu untersuchen. Die Ergebnisse der Untersuchungen wurden im Dezember 1947 als „Technical Report, Bikini Scientific Survey“ vom Armed Forces Special Weapons Project veröffentlicht.
1988 wurde eine zweite Untersuchung der Wracks angeregt. Der National Park Service entsandte im Auftrag des Energieministeriums der Vereinigten Staaten zusammen mit der US-Marine ein Team von Forschern, das im Juli/August 1989 und im April/Mai 1990 umfangreiche Untersuchungen an den Wracks der Zielflotte in der Bikini-Lagune sowie auf Kwajalein durchführte. Neun der insgesamt 23 dort versenkten oder gesunkenen Schiffe wurden ausführlich fotografiert, kartografiert und vermessen, auch wurden Messungen der verbliebenen Radioaktivität durchgeführt.
2008 führte eine internationale Expedition eine erneute Untersuchung zur verbleibenden Radioaktivität auf Bikini durch. Bei den Untersuchungen wurden im Inneren der Inseln teilweise um das Dreifache über den zulässigen Ortsdosisleistungen liegende Werte gefunden, während sich die Kontamination am Strand und am Grund der Lagune weit unterhalb der Grenzwerte befindet. Die auf den Inseln wachsenden Kokosnüsse enthalten aber gesundheitsschädliche Konzentrationen von 137Caesium, die zum Teil die zulässigen Grenzwerte um das 1,6fache überschritten.

### Militärische Konsequenzen

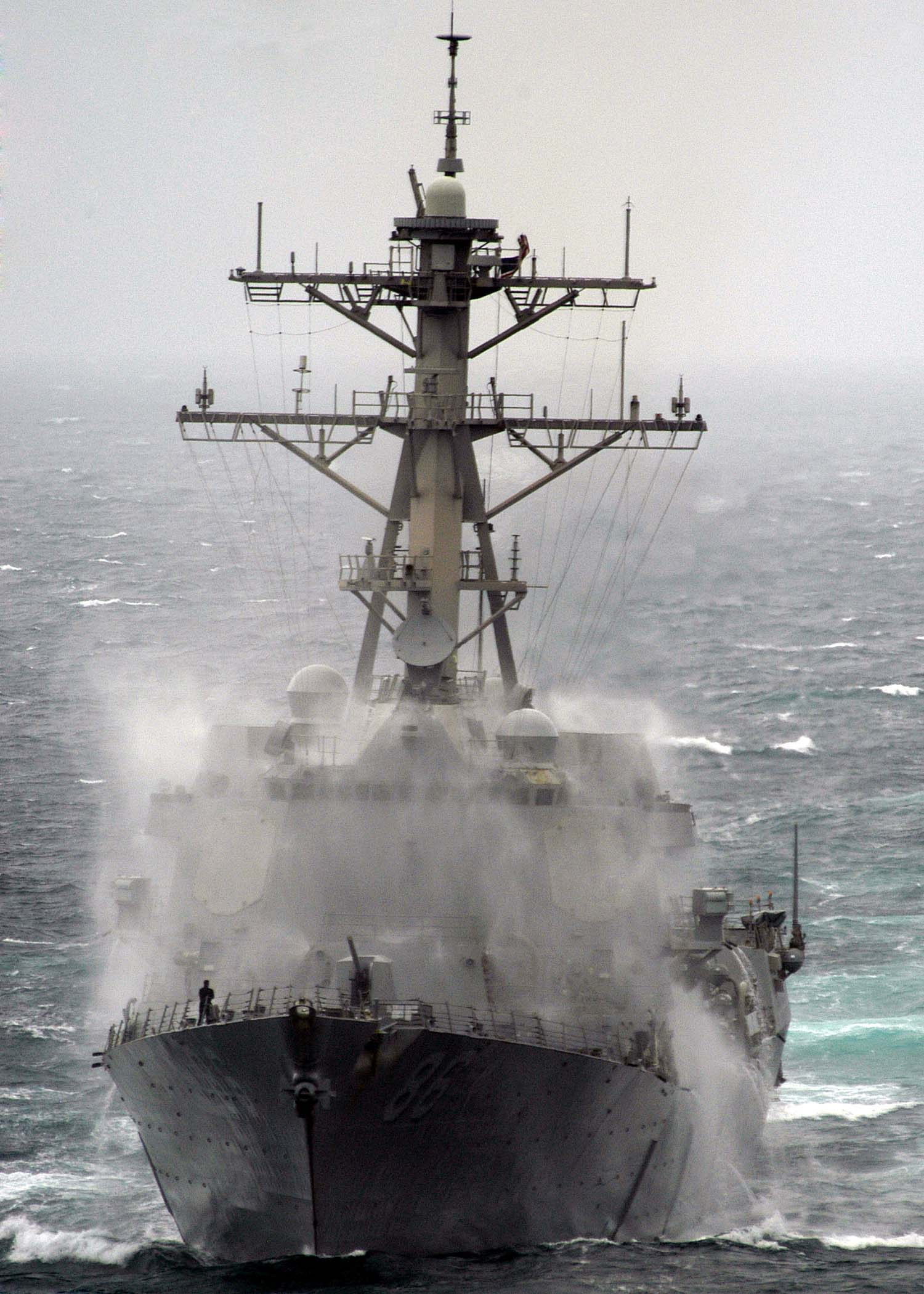
Eine der Konsequenzen von Operation Crossroads: Schiffe der US-Marine wurden mit einem Countermeasure Wash Down System ausgerüstet, das den radioaktiven Niederschlag abwaschen soll; hier an Bord der Shoup.

Das Evaluierungskomitee der Joint Chiefs of Staff stellte in seinem Abschlussbericht am 30. Juni 1947 insgesamt 18 Schlussfolgerungen über die militärische Wirksamkeit von Atomwaffen auf. Darunter waren erste Überlegungen zur nuklearen Abschreckung, um den Weltfrieden zu sichern sowie zur Wirksamkeit der Atombombe gegen Städte, militärische Einrichtungen sowie Truppen- und Schiffsansammlungen. Das Komitee formulierte schließlich insgesamt zwölf Empfehlungen, wie die Nuklearstrategie der Vereinigten Staaten zukünftig aussehen sollte.
Diese umfassten neben der zweigleisigen Strategie, einerseits Nuklearwaffen einer nichtstaatlichen übergeordneten Kontrolle zu überstellen (was in den USA nie umgesetzt wurde, da sowohl das Energieministerium der Vereinigten Staaten als auch das United States Strategic Command dafür zuständig sind) und andererseits langfristig auf eine weltweite Abschaffung von Kernwaffen hinzuarbeiten auch Empfehlungen, das US-Kernwaffenarsenal möglichst schnell und stark aufzurüsten, um potentielle Gegner innerhalb kürzester Zeit überwältigen zu können.
Zusätzlich sollten technische und medizinische Verfahren entwickelt werden, die das Überleben von Besatzung und Schiffen nach einem nuklearen Angriff gewährleisten sollten. Eine der technischen Maßnahmen war unter anderem die Entwicklung und Einführung des „Countermeasure Wash Down Systems“ an Bord von Schiffen der US Navy, das über Leitungen und Düsen sowohl Meerwasser als auch Löschschaum aus dem Feuerlöschsystem auf die Außenhaut und Decks der Schiffe versprüht, um damit Ablagerungen radioaktiver Niederschläge auf der Schiffsoberfläche entweder ganz zu verhindern oder zumindest so weit zu verringern, dass eine spätere gründliche Dekontamination deutlich schneller und einfacher erfolgen kann.
Nachdem Schutzmaßnahmen gegen Schäden durch die Druckwelle nicht zweckmäßig sind, weil eine ausreichend starke Panzerung der Schiffe deren Einsatzfähigkeit zu stark einschränken würde, änderte die US Navy ihre grundlegende Doktrin und setzte nicht auf eine Verstärkung der Verteidigung, sondern auf einen offensiven Einsatz von Nuklearwaffen auf See. Dazu gehörte unter anderem die Entwicklung seegestützter Interkontinentalraketen wie die UGM-96 Trident I, die von U-Booten und Schiffen abgefeuert werden können, sowie die Entwicklung von U-Jagd-Waffen mit Nuklearsprengköpfen wie den Torpedo Mark 45 ASTOR.

### Kulturelle und mediale Rezeption
“As soon as the war ended, we located the one spot on earth that hadn’t been touched by the war and blew it to hell.”

„Kaum war der Krieg vorbei, suchten wir uns den einzigen Punkt der Erde, der vom Krieg unberührt geblieben war, und jagten ihn zur Hölle.“

Der Able-Test wurde von insgesamt 114 Beobachtern von Presse, Rundfunk und Bilddiensten beobachtet. Die meisten davon bezeichneten den Test als Fehlschlag, da er die Erwartungen in eine spektakuläre Zerstörung der gesamten Zielflotte nicht erfüllte. “There were more explosions in that first [Red Sox] game at Fenway” (deutsch: „Da waren mehr Explosionen im ersten Spiel der Red Sox in Fenway“) beschwerte sich ein Radioreporter aus Boston, die New York Times titelte “Blast Force Seems Less Than Expected” (deutsch: „Explosionskraft scheint geringer als erwartet“). Auch wegen dieser Enttäuschung waren beim Baker-Test nur noch 75 Pressevertreter anwesend, denen sich dann aber ein „atemberaubender Anblick“ bot, wie Samuel Shaffer für die Newsweek schrieb. “It left me staring open-mouthed. I was so moved I could hardly write intelligible notes” (deutsch: „Es ließ mich mit offenem Mund starren. Ich war so bewegt, ich konnte mir kaum verständliche Notizen machen“) schrieb Philip Porter vom Plain Dealer, der größten Tageszeitung Clevelands.

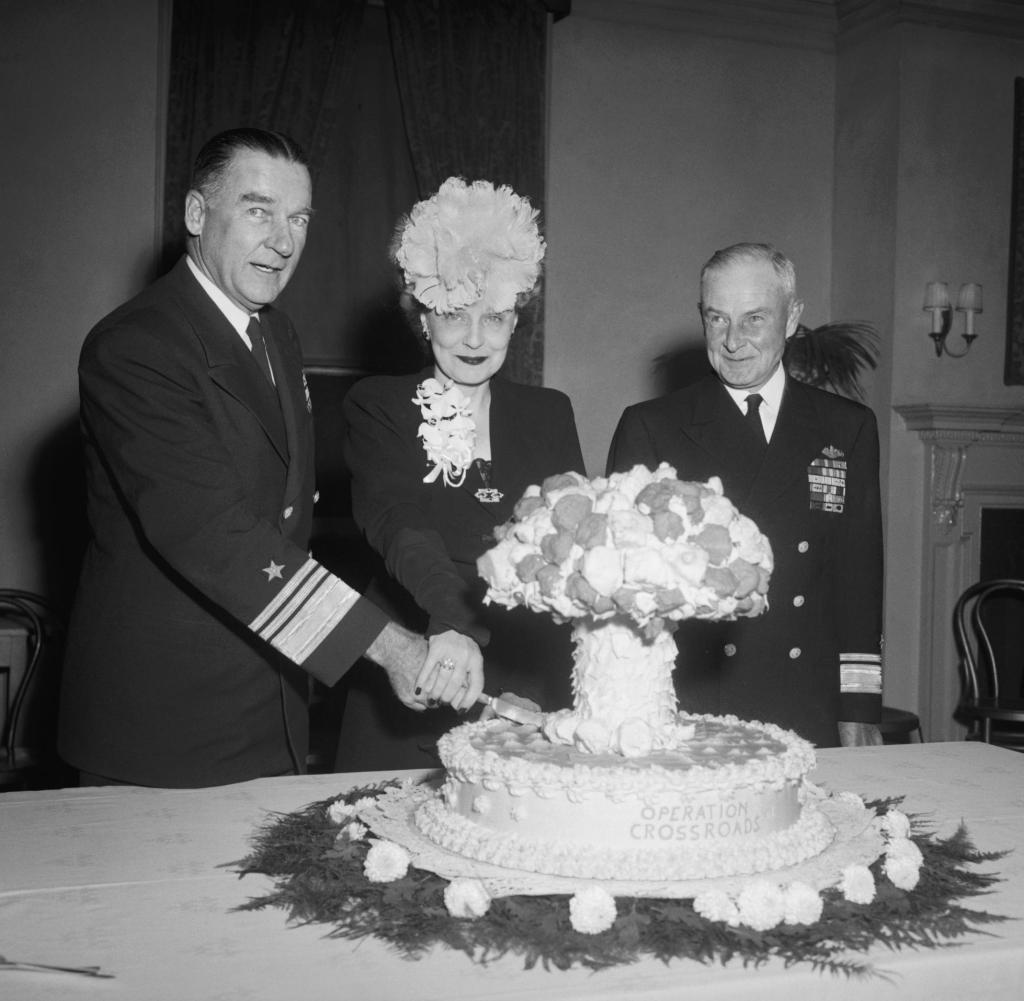
Admiral Blandy und seine Frau schneiden am 7. November eine Torte in Form eines Atompilzes an.

War das Presseecho nach dem Baker-Test noch positiv, so sorgte das Bild von Admiral Blandy und seiner Frau beim Anschneiden einer Torte, die wie ein Atompilz geformt war, für harsche Kritik, insbesondere seitens der Friedensbewegung und der Kirche. Das Bild, das auf einem Empfang am 7. November 1946 zur Feier der Beendigung von Operation Crossroads entstand, zeigt, wie Admiral Blandy zusammen mit seiner Ehefrau eine reich verzierte Biskuittorte anschneidet, die von einem dem Baker-Test nachempfundenen Atompilz gekrönt wurde. Arthur Powell Davies, Pfarrer der unitarischen All Souls Church in Washington, D.C., verwies in seiner Sonntagspredigt am 10. November auf den Eindruck, den dieses Bild in der Sowjetunion sowie bei den Überlebenden der Atombombenabwürfe auf Hiroshima und Nagasaki hinterlassen könnte. Er verurteilte die „Obszönität“ des Bildes aufs Heftigste, mehrere Zeitungskolumnisten, darunter Walter Lippmann, schlossen sich ihm an. Das Bild, das in mehreren hundert Zeitungen und Magazinen abgedruckt wurde, ließ Blandy „wie einen Idioten aussehen“ und war ein schwerer Schlag für die Öffentlichkeitsarbeit im Anschluss an den Kernwaffentest.
Einen Tag nach dem Baker-Test lehnte die Sowjetunion den Baruch-Plan ab, der die Unterstellung sämtlicher Nuklearwaffen unter internationale Kontrolle vorsah. Andrei Andrejewitsch Gromyko teilte der United Nations Atomic Energy Commission mit, dass „der Vorschlag der Vereinigten Staaten in seiner derzeitigen Form in keiner Weise durch die Sowjetunion akzeptiert werden könnte, weder als Ganzes noch in Teilen“. Die sowjetische Presse warf den USA vor, einen Krieg zu planen, und Operation Crossroads sei die „Generalprobe“. L’Unità, Sprachrohr der Kommunistischen Partei Italiens, beschrieb Operation Crossroads als „äußerst alarmierendes, monströses und gleichzeitig tragisch-groteskes Experiment“. Die Zeitung Avanti! stellte die atomare Aufrüstung der Vereinigten Staaten auf eine Stufe mit den Verbrechen des Nationalsozialismus.
Erste Informationen über das Ausmaß der radioaktiven Kontamination des Bikini-Atolls erhielt die Öffentlichkeit mit der Veröffentlichung einer Zusammenfassung der Nachuntersuchung im Sommer 1947. Das Life-Magazin stellte am 11. August 1947 in einem 14-seitigen Artikel die Auswirkungen der Tests auf die Lagune und die Versuchstiere dar, drastisch unterlegt mit Bildern der Auswirkungen auf die inneren Organe. Er schloss mit einer Stellungnahme des Leiters der radiologischen Überwachung, Dr. Stafford L. Warren, der die massive und unaufhaltsame Ausbreitung des Fallouts beschrieb. Aber erst mit dem Buch „No Place to hide“ von David Bradley, das 1948 erschien und sowohl von The Atlantic Monthly, dem Reader’s Digest sowie dem Book of the Month Club empfohlen wurde, wurde das ganze Ausmaß ans Licht der Öffentlichkeit gerückt. Bradley, Mitglied der radiologischen Überwachung während der Tests, führte aus, dass das wahre Ausmaß der Kontamination der an den Tests beteiligten Schiffe und Personen hinter einer Mauer der Geheimhaltung des Militärs versteckt würde und gegenüber der Öffentlichkeit mit „Fantasiezahlen“ gearbeitet würde. Seine Beschreibung der Tests machten der Öffentlichkeit die Gefahren und Ausmaße des nuklearen Fallouts bewusst.
Die bekannteste Rezeption der Ereignisse während der Operation Crossroads ist die Benennung des Bikini-Badeanzugs. Knapp zwei Wochen nach dem Able-Test, am 18. Juli, stellte der Modeschöpfer Louis Réard seinen zweiteiligen Badeanzug vor. Die knappe Badebekleidung schockierte die Weltöffentlichkeit genauso wie der Atomtest, weshalb sich Réard für diesen Namen entschied.
Zwei Filme behandelten die Operation Crossroads: „Crossroads“, ein Kurzfilm von Bruce Conner, der aus extrem langsam abgespielten Hochgeschwindigkeitsaufnahmen des Baker-Tests, untermalt von einem Soundtrack von Terry Riley, bestand, sowie der Dokumentarfilm „Radio Bikini“, der 1988 für den Oscar nominiert wurde. Hauptaugenmerk von Radio Bikini liegt auf dem Schicksal der indigenen Bevölkerung und ihrer Odyssee nach der Umsiedlung.
Das Filmmaterial des Baker-Tests gehört zu den bekanntesten Aufnahmen einer nuklearen Explosion und wurde in zahllosen weiteren Medien verwendet, so in der Schlusssequenz von Stanley Kubricks Film Dr. Seltsam oder: Wie ich lernte, die Bombe zu lieben, im Musikvideo zu Michael Jacksons Man in the Mirror, einer Folge der Sitcom Alle unter einem Dach, dem Thriller Deterrence und der SpongeBob-Schwammkopf-Folge Dying for Pie.

## Schicksal der Bikinianer

Offizielle Flagge des Bikini-Atolls

Die Bikinianer wurden im März 1948 erneut umgesiedelt. Das Heimweh nach ihrer Heimat sowie die drohende Hungersnot veranlassten die US-Behörden, die Ureinwohner zunächst von Rongerik nach Kwajalein zu bringen. Als neue Heimat suchten sie sich dann die bis dahin unbewohnte Kili-Insel aus, die allerdings zu klein war, um eine autarke Lebensweise zu ermöglichen, so dass die Bevölkerung auf externe Versorgung angewiesen war. 1956 zahlte die US-Regierung erste Entschädigungen. 25.000 US-Dollar wurden an die Bikinianer ausgezahlt sowie ein Treuhandfonds mit 3 Millionen Dollar eingerichtet. 1967 erklärte eine Studie der Atomic Energy Commission Bikini für sicher, so dass im August 1968 die ersten Einwohner zurückkehrten. 1978 mussten sie das Atoll allerdings wieder verlassen, da Untersuchungen erhöhte Strahlungskonzentrationen in den Kokosnüssen, der Hauptnahrungsquelle, zeigten. Bis heute können sie nicht auf die Insel zurückkehren, da insbesondere die Belastung der Kokosnüsse und des Trinkwassers eine autarke Ernährung nicht zulassen.
1975 begannen die ersten Gerichtsverhandlungen vor dem Obersten Gerichtshof der Vereinigten Staaten, bei dem die Bikinianer bis heute um eine angemessene Entschädigung sowie eine vollständige Dekontamination des Atolls kämpfen. Die Flagge des Bikini-Atolls erinnert an die Bombenversuche.